# Llista de topònims de Sant Feliu de Llobregat
Llista de topònims (noms propis de lloc) del municipi de Sant Feliu de Llobregat, al Baix Llobregat
Informació actualitzada per un bot. Els canvis manuals es perdran quan s'actualitzi!

## carrer
| imatge | Nom                                 | Ubicat a                | instància de              | Detalls                                  | coordenades                                                                         | Protecció                   | Commons (més fotos)             | Dades a WD                    |
| ------ | ----------------------------------- | ----------------------- | ------------------------- | ---------------------------------------- | ----------------------------------------------------------------------------------- | --------------------------- | ------------------------------- | ----------------------------- |
|        | Conjunt del carrer Sant Llorenç     | Sant Feliu de Llobregat | carrer                    | Estil: arquitectura popular              | 41° 22′ 51″ N, 2° 02′ 55″ E / 41.3808613°N,2.0487279°E ca:Carrer Sant Llorenç       | bé cultural d'interès local | Conjunt del carrer Sant Llorenç | Modifica les dades a Wikidata |
|        | Conjunt del carrer d'en Serra       | Sant Feliu de Llobregat | carrer conjunt d'edificis | Estil: arquitectura popular              | 41° 23′ 01″ N, 2° 02′ 33″ E / 41.3835018°N,2.0423747°E ca:Carrer d'en Serra         | bé cultural d'interès local | Conjunt del carrer d'en Serra   | Modifica les dades a Wikidata |
|        | Conjunt del carrer de Joan Maragall | Sant Feliu de Llobregat | carrer                    | Estil: arquitectura popular 18th century | 41° 22′ 49″ N, 2° 02′ 51″ E / 41.380149°N,2.047495°E ca:C. de Joan Maragall 26 msnm | bé cultural d'interès local | Carrer de Joan Maragall         | Modifica les dades a Wikidata |
|        | Conjunt del carrer de Pere Àlvarez  | Sant Feliu de Llobregat | carrer                    | Estil: arquitectura popular              | 41° 22′ 59″ N, 2° 02′ 36″ E / 41.3831406°N,2.0433488°E ca:Carrer de Pere Àlvarez    | bé cultural d'interès local | Conjunt del carrer Pere Àlvarez | Modifica les dades a Wikidata |

## casa
| imatge | Nom                                                                    | Ubicat a                | instància de             | Detalls                                                                                      | coordenades | Protecció                                  | Commons (més fotos)                                                                | Dades a WD                    |
| ------ | ---------------------------------------------------------------------- | ----------------------- | ------------------------ | -------------------------------------------------------------------------------------------- | --- | ------------------------------------------ | ---------------------------------------------------------------------------------- | ----------------------------- |
|        | Cal Bausili                                                            | Sant Feliu de Llobregat | casa                     | 20th century                                                                                 | 41° 22′ 48″ N, 2° 02′ 45″ E / 41.3800359°N,2.0458578°E ca:Carretera de Laureà Miró, 163                             | bé cultural d'interès local                | Cal Bausili                                                                        | Modifica les dades a Wikidata |
|        | Cal Puntaire                                                           | Sant Feliu de Llobregat | casa                     | Estil: arquitectura eclèctica 19th century                                                   | 41° 22′ 59″ N, 2° 02′ 31″ E / 41.38304°N,2.041921°E ca:Ctra. Laureà Miró, 302 25 msnm                               | bé cultural d'interès local                | Cal Puntaire                                                                       | Modifica les dades a Wikidata |
|        | Casa Antoni Bausili i Mayol                                            | Sant Feliu de Llobregat | casa                     | Estil: noucentisme 1929                                                                      | 41° 22′ 49″ N, 2° 02′ 46″ E / 41.3802625°N,2.0460219°E ca:Carrer de Joan Maragall, 15                               | bé cultural d'interès local                | Casa Antoni Bausili i Mayol                                                        | Modifica les dades a Wikidata |
|        | Casa Cahué                                                             | Sant Feliu de Llobregat | casa                     | Arquitecte: Gabriel Borrell i Cardona Estil: arquitectura modernista noucentisme 1916        | 41° 22′ 57″ N, 2° 02′ 50″ E / 41.3825°N,2.04715°E ca:passeig Nadal, 22-24                                           | bé cultural d'interès local                | Casa Cahué                                                                         | Modifica les dades a Wikidata |
|        | Casa Dolors Vergés I Nuri                                              | Sant Feliu de Llobregat | casa                     | 1933                                                                                         | 41° 22′ 48″ N, 2° 02′ 55″ E / 41.37992°N,2.04871°E ca:Carrer Joan Maragall, 97                                      |                                            |                                                                                    | Modifica les dades a Wikidata |
|        | Casa Eulàlia Ollé                                                      | Sant Feliu de Llobregat | casa                     | Estil: arquitectura popular 1911                                                             | 41° 22′ 56″ N, 2° 02′ 52″ E / 41.3821496°N,2.0476687°E ca:Passeig de Bertrand, 21, 23 i 25                          | bé cultural d'interès local                | Casa Eulàlia Ollé                                                                  | Modifica les dades a Wikidata |
|        | Casa Joan Prats                                                        | Sant Feliu de Llobregat | casa                     | Arquitecte: Gabriel Borrell i Cardona Estil: arquitectura modernista 1910                    | 41° 22′ 47″ N, 2° 02′ 57″ E / 41.379614°N,2.04926°E ca:Carrer Laureà Miró, 51                                       | bé integrant del patrimoni cultural català | Casa Joan Prats                                                                    | Modifica les dades a Wikidata |
|        | Casa Mommany                                                           | Sant Feliu de Llobregat | casa                     | Estil: historicisme arquitectònic 1907                                                       | 41° 22′ 57″ N, 2° 02′ 39″ E / 41.3825701°N,2.0440627°E ca:Creus, 28                                                 | bé cultural d'interès local                | Casa Mommany                                                                       | Modifica les dades a Wikidata |
|        | Casa Ramon Baleta                                                      | Sant Feliu de Llobregat | casa                     | Estil: noucentisme 20th century                                                              | 41° 22′ 49″ N, 2° 02′ 53″ E / 41.3801992°N,2.0481755°E ca:C. de Joan Maragall, 87-89 86 msnm                        | bé cultural d'interès local                | Casa Ramon Baleta                                                                  | Modifica les dades a Wikidata |
|        | Casa Ramon Padró i Pijoan                                              | Sant Feliu de Llobregat | casa                     | Estil: arquitectura popular 19th century                                                     | 41° 22′ 49″ N, 2° 02′ 51″ E / 41.3801573°N,2.0474586°E ca:C. de Joan Maragall, 44-46 25 msnm                        | bé cultural d'interès local                | Casa Ramon Padró i Pijoan                                                          | Modifica les dades a Wikidata |
|        | Casa a la rambla Marquesa de Castellbell, 13                           | Sant Feliu de Llobregat | casa                     | Estil: arquitectura modernista noucentisme 20th century                                      | 41° 22′ 49″ N, 2° 03′ 07″ E / 41.380347°N,2.051893°E ca:Rambla de la Marquesa de Castellbell, 13                    | bé cultural d'interès local                | Rambla Marquesa de Castellbell 13                                                  | Modifica les dades a Wikidata |
|        | Casa al carrer del Mercat                                              | Sant Feliu de Llobregat | casa                     | Estil: arquitectura modernista art déco                                                      | | bé integrant del patrimoni cultural català |                                                                                    | Modifica les dades a Wikidata |
|        | Casa de Josefa Serra de Molins                                         | Sant Feliu de Llobregat | casa                     | Arquitecte: Gabriel Borrell i Cardona Estil: arquitectura modernista 1918 1920 1910s         | 41° 22′ 51″ N, 2° 02′ 49″ E / 41.380963°N,2.046897°E ca:Carrer Vidal i Ribas, 2                                     | bé cultural d'interès local                | Vidal i Ribas 2 - Torras i Bages 15-19                                             | Modifica les dades a Wikidata |
|        | Casa de veïns de Josep Colominas                                       | Sant Feliu de Llobregat | casa                     | Estil: arquitectura modernista 1917                                                          | 41° 22′ 48″ N, 2° 02′ 58″ E / 41.379957°N,2.049435°E ca:Carrer de Joan Maragall, 110                                | bé cultural d'interès local                | Casa Josep Colominas                                                               | Modifica les dades a Wikidata |
|        | Casa de veïns de Ramon Puig i Carme Carsi                              | Sant Feliu de Llobregat | casa                     | Estil: arquitectura modernista 1929                                                          | 41° 22′ 46″ N, 2° 02′ 55″ E / 41.379366°N,2.04869°E ca:Carretera de Laureà Miró, 64-66                              | bé cultural d'interès local                | Casa Ramon Puig i Carme Carsi                                                      | Modifica les dades a Wikidata |
|        | Casa unifamiliar de Josefa Serra de Molins                             | Sant Feliu de Llobregat | casa                     | Arquitecte: Gabriel Borrell i Cardona Estil: arquitectura modernista 1910s                   | 41° 22′ 52″ N, 2° 02′ 49″ E / 41.381026°N,2.046896°E ca:Carrer de Vidal i Ribas, 4                                  | bé cultural d'interès local                | Casa Josefa Serra de Molins                                                        | Modifica les dades a Wikidata |
|        | Casa unifamiliar del carrer Torras i Bages, 15                         | Sant Feliu de Llobregat | casa                     | Arquitecte: Gabriel Borrell i Cardona 1918                                                   | 41° 22′ 51″ N, 2° 02′ 50″ E / 41.38088°N,2.04713°E ca:Carrer de Torras i Bages, 15                                  |                                            |                                                                                    | Modifica les dades a Wikidata |
|        | Cases Bertrand noves                                                   | Sant Feliu de Llobregat | casa                     | Arquitecte: Gabriel Borrell i Cardona Estil: arquitectura modernista 1908                    | 41° 22′ 52″ N, 2° 02′ 51″ E / 41.381238°N,2.047407°E ca:Passeig de Bertrand, 1-11                                   | bé cultural d'interès local                | Cases Bertrand noves                                                               | Modifica les dades a Wikidata |
|        | Cases M. Castellbell i Germans Lledó                                   | Sant Feliu de Llobregat | casa                     | Estil: noucentisme                                                                           | 41° 22′ 50″ N, 2° 03′ 04″ E / 41.380417°N,2.051158°E                                                                | bé integrant del patrimoni cultural català |                                                                                    | Modifica les dades a Wikidata |
|        | Cases aparellades Joan Rovira                                          | Sant Feliu de Llobregat | casa                     | Estil: art déco 1920                                                                         | 41° 22′ 55″ N, 2° 02′ 51″ E / 41.3820136°N,2.0475511°E ca:Pg. Bertrand, 17-19                                       | bé cultural d'interès local                | Cases aparellades Joan Rovira                                                      | Modifica les dades a Wikidata |
|        | Cases de Joan Batllori                                                 | Sant Feliu de Llobregat | casa                     | Arquitecte: Melcior Vinyals i Muñoz Estil: arquitectura modernista 1914                      | 41° 22′ 57″ N, 2° 02′ 51″ E / 41.3825°N,2.0475°E ca:plaça de l'estació, 2 / passeig de Nadal, 30                    | bé integrant del patrimoni cultural català | Cases de Joan Batllori                                                             | Modifica les dades a Wikidata |
|        | Conjunt d'habitatges al carrer Torras i Bages, 14-20                   | Sant Feliu de Llobregat | casa                     | 20th century                                                                                 | 41° 22′ 51″ N, 2° 02′ 49″ E / 41.380783°N,2.046807°E ca:Carrer Torras i Bages, 14-20                                | bé cultural d'interès local                | Torras i Bages 14-20                                                               | Modifica les dades a Wikidata |
|        | Conjunt d'habitatges al passeig del Comte de Vilardaga, 5-17           | Sant Feliu de Llobregat | casa                     | Estil: arquitectura popular 20th century                                                     | 41° 23′ 06″ N, 2° 02′ 50″ E / 41.384875°N,2.0471983°E ca:Pg. Comte Vilardaga, 5-17                                  | bé cultural d'interès local                | Passeig Comte Vilardaga 5-17                                                       | Modifica les dades a Wikidata |
|        | Conjunt d'habitatges de Josefa Serra de Molins al carrer Joan Batllori | Sant Feliu de Llobregat | casa                     | Estil: arquitectura popular                                                                  | 41° 22′ 55″ N, 2° 02′ 41″ E / 41.3818539°N,2.0445875°E ca:Joan Batllori 15-19                                       | bé cultural d'interès local                | Cases Josefa Serra de Molins                                                       | Modifica les dades a Wikidata |
|        | Conjunt de xalets dels Marquesos de Monistrol                          | Sant Feliu de Llobregat | casa                     | Estil: noucentisme Estat: enderrocat o destruït                                              | 41° 22′ 47″ N, 2° 03′ 11″ E / 41.379682°N,2.053185°E                                                                | bé integrant del patrimoni cultural català |                                                                                    | Modifica les dades a Wikidata |
|        | Habitatge Al Carrer Joan Maragall 155                                  | Sant Feliu de Llobregat | casa                     |                                                                                              | 41° 22′ 48″ N, 2° 03′ 02″ E / 41.37994°N,2.05048°E ca:Carrer Joan Maragall, 155                                     |                                            |                                                                                    | Modifica les dades a Wikidata |
|        | Habitatge al carrer Eugeni d'Ors                                       | Sant Feliu de Llobregat | casa                     | Estil: noucentisme Estat: enderrocat o destruït                                              | | bé integrant del patrimoni cultural català |                                                                                    | Modifica les dades a Wikidata |
|        | Habitatge i magatzems al carrer Batllori - Rectoria, 21                | Sant Feliu de Llobregat | casa                     | Estil: arquitectura popular 19th century Estat: enderrocat o destruït                        | 41° 22′ 54″ N, 2° 02′ 42″ E / 41.381754°N,2.045097°E ca:C. Batllori - c. Rectoria, 21 25 msnm                       | bé cultural d'interès local                | Habitatge i magatzems al carrer Batllori - Rectoria, 21 (Sant Feliu de Llobregat)  | Modifica les dades a Wikidata |
|        | Habitatge unifamiliar a la rambla Marquesa de Castellbell              | Sant Feliu de Llobregat | casa                     | Estil: arquitectura popular 19th century                                                     | 41° 22′ 49″ N, 2° 03′ 07″ E / 41.380277°N,2.051914°E ca:Rambla Marquesa de Castellbell 34 msnm                      | bé cultural d'interès local                | Habitatge a la rambla Marquesa de Castellbell (Sant Feliu de Llobregat)            | Modifica les dades a Wikidata |
|        | Habitatge unifamiliar al carrer Laureà Miró, 58                        | Sant Feliu de Llobregat | casa                     | Estil: noucentisme 20th century                                                              | 41° 22′ 46″ N, 2° 02′ 56″ E / 41.3793866°N,2.0490245°E ca:Carretera de Laureà Miró, 58                              | bé cultural d'interès local                | Laureà Miró 58                                                                     | Modifica les dades a Wikidata |
|        | Habitatge unifamiliar al carrer P. Àlvarez, 46                         | Sant Feliu de Llobregat | casa                     |                                                                                              | 41° 23′ 03″ N, 2° 02′ 34″ E / 41.384137°N,2.042903°E                                                                | bé integrant del patrimoni cultural català |                                                                                    | Modifica les dades a Wikidata |
|        | Habitatge unifamiliar al carrer Torras i Bages, 12                     | Sant Feliu de Llobregat | casa                     | Estil: arquitectura popular                                                                  | 41° 22′ 50″ N, 2° 02′ 48″ E / 41.380673°N,2.046602°E                                                                | bé cultural d'interès local                | Torras i Bages 12                                                                  | Modifica les dades a Wikidata |
|        | Habitatge unifamiliar al carrer Verge de la Salut, 5-7                 | Sant Feliu de Llobregat | casa                     | Estil: arquitectura popular 19th century                                                     | 41° 23′ 02″ N, 2° 02′ 39″ E / 41.383805°N,2.044101°E ca:C. Verge de la Salut, 5-7 28 msnm                           | bé cultural d'interès local                | Habitatge unifamiliar al carrer Verge de la Salut, 5-7 (Sant Feliu de Llobregat)   | Modifica les dades a Wikidata |
|        | Habitatge unifamiliar al passeig Vilardaga, 3                          | Sant Feliu de Llobregat | casa                     | Estil: arquitectura popular 19th century                                                     | 41° 23′ 05″ N, 2° 02′ 49″ E / 41.384814°N,2.047016°E ca:Pg. Vilardaga, 3 41 msnm                                    | bé cultural d'interès local                | Passeig Comte Vilardaga 3                                                          | Modifica les dades a Wikidata |
|        | Latoneria de J. Ribas i Cañameras                                      | Sant Feliu de Llobregat | casa edifici residencial | Estil: arquitectura eclèctica noucentisme 20th century                                       | 41° 22′ 51″ N, 2° 02′ 56″ E / 41.3808543°N,2.0489672°E ca:Sant Llorenç, 25-27                                       | bé cultural d'interès local                | Llautoneria de J. Ribas i Cañameras                                                | Modifica les dades a Wikidata |
|        | Torre Francesc Folch                                                   | Sant Feliu de Llobregat | casa                     | Arquitecte: Gabriel Borrell i Cardona Estil: arquitectura eclèctica 1911                     | 41° 22′ 57″ N, 2° 02′ 48″ E / 41.382421°N,2.0467199°E ca:Carrer de Vidal i Ribas, 27 / Passeig de Nadal, 20         | bé cultural d'interès local                | Torre Francesc Folch                                                               | Modifica les dades a Wikidata |
|        | Torre Francesc Serra                                                   | Sant Feliu de Llobregat | casa                     | Arquitecte: Nicolau Maria Rubió i Tudurí Estil: noucentisme 1933                             | 41° 22′ 57″ N, 2° 02′ 45″ E / 41.3823947°N,2.0457157°E ca:Passeig de Nadal, 1 B                                     | bé cultural d'interès local                | Torre Francesc Serra                                                               | Modifica les dades a Wikidata |
|        | Torre Pins d'Or                                                        | Sant Feliu de Llobregat | casa                     | Estil: noucentisme 19th century                                                              | 41° 23′ 05″ N, 2° 02′ 55″ E / 41.384655°N,2.048505°E ca:Pg. del Comte de Vilardaga, 10 - c. de Roses, 13-17 48 msnm | bé cultural d'interès local                | Torre Pins d'Or                                                                    | Modifica les dades a Wikidata |
|        | Torre Victòria                                                         | Sant Feliu de Llobregat | casa                     | Estil: noucentisme 1923                                                                      | 41° 23′ 07″ N, 2° 02′ 58″ E / 41.3852266°N,2.0494178°E ca:Rambla de la Marquesa de Castellbell, 80                  | bé cultural d'interès local                | Torre Victòria                                                                     | Modifica les dades a Wikidata |
|        | Torre al carrer de les Roses                                           | Sant Feliu de Llobregat | casa                     | Estil: noucentisme                                                                           | | bé cultural d'interès local                |                                                                                    | Modifica les dades a Wikidata |
|        | Torre de Cal Notari                                                    | Sant Feliu de Llobregat | casa                     | Estil: arquitectura popular                                                                  | 41° 23′ 02″ N, 2° 02′ 29″ E / 41.3838537°N,2.041365°E ca:Carretera Laureà Miró, 330 i Carrer Falguera, 117          | bé cultural d'interès local                | Torre de Cal Notari                                                                | Modifica les dades a Wikidata |
|        | Villa Conchita i Villa Adela                                           | Sant Feliu de Llobregat | casa                     | Arquitecte: Salvador Valeri i Pupurull Estil: noucentisme 20th century                       | 41° 22′ 51″ N, 2° 03′ 00″ E / 41.380899°N,2.049983°E ca:Pg. de Jacint Verdaguer, 11-13 32 msnm                      | bé cultural d'interès local                | Vil·la Conxita i Vil·la Adela                                                      | Modifica les dades a Wikidata |
|        | Villa Dora                                                             | Sant Feliu de Llobregat | casa                     | Estil: arquitectura modernista noucentisme 1923                                              | 41° 22′ 59″ N, 2° 02′ 35″ E / 41.383056°N,2.042931°E ca:Carrer Carcereny i Tristany, 10                             | bé integrant del patrimoni cultural català | Vil·la Dora                                                                        | Modifica les dades a Wikidata |
|        | antic habitatge unifamiliar al carrer Torras i Bages, 8-10             | Sant Feliu de Llobregat | casa                     | Estil: arquitectura popular                                                                  | 41° 22′ 50″ N, 2° 02′ 47″ E / 41.380542°N,2.046507°E                                                                | bé cultural d'interès local                | Torras i Bages 8-10                                                                | Modifica les dades a Wikidata |
|        | antiga Casa Codina                                                     | Sant Feliu de Llobregat | casa                     | Estil: arquitectura eclèctica 19th century                                                   | 41° 22′ 48″ N, 2° 02′ 50″ E / 41.380066°N,2.0473164°E ca:Carrer Joan Maragall, 59                                   | bé cultural d'interès local                | Casa Codina (Sant Feliu de Llobregat)                                              | Modifica les dades a Wikidata |
|        | cal Doctor Martí                                                       | Sant Feliu de Llobregat | casa                     | Arquitecte: Salvador Valeri i Pupurull Estil: arquitectura eclèctica 19th century            | 41° 22′ 52″ N, 2° 02′ 50″ E / 41.381236°N,2.047144°E ca:C. de Vidal i Ribas, 6 - c. de Pi i Margall, 14 25 msnm     | bé cultural d'interès local                | Cal Doctor Martí                                                                   | Modifica les dades a Wikidata |
|        | can Calders                                                            | Sant Feliu de Llobregat | casa                     | Estil: noucentisme 19th century                                                              | 41° 23′ 09″ N, 2° 02′ 53″ E / 41.385954°N,2.047996°E ca:Rambla de la Marquesa de Castellbell, 79 54 msnm            | bé cultural d'interès local                | Can Calders                                                                        | Modifica les dades a Wikidata |
|        | can Ricart                                                             | Sant Feliu de Llobregat | casa                     | Estil: arquitectura popular 19th century                                                     | 41° 22′ 53″ N, 2° 02′ 43″ E / 41.381455°N,2.045335°E ca:C. de la Rectoria, 4-6 - pl. de Lluís Companys 25 msnm      | bé cultural d'interès local                | Can Ricart (Sant Feliu de Llobregat)                                               | Modifica les dades a Wikidata |
|        | casa Camil Tous                                                        | Sant Feliu de Llobregat | casa                     | Estil: modernisme català 19th century                                                        | 41° 22′ 48″ N, 2° 03′ 01″ E / 41.379892°N,2.050249°E ca:C. de Joan Maragall, 151 21 msnm                            | bé cultural d'interès local                | Casa Camil Tous                                                                    | Modifica les dades a Wikidata |
|        | casa Josep Aguadé                                                      | Sant Feliu de Llobregat | casa                     | Arquitecte: Gabriel Borrell i Cardona Estil: arquitectura eclèctica 19th century             | 41° 22′ 57″ N, 2° 02′ 51″ E / 41.382607°N,2.047399°E ca:Pg. de Nadal, 28 31 msnm                                    | bé cultural d'interès local                | Casa Josep Aguadé                                                                  | Modifica les dades a Wikidata |
|        | casa Llorenç Molins                                                    | Sant Feliu de Llobregat | casa                     | Arquitecte: Gabriel Borrell i Cardona Estil: arquitectura eclèctica 19th century             | 41° 22′ 53″ N, 2° 02′ 50″ E / 41.381255°N,2.047287°E ca:C. de Pi i Margall, 16 26 msnm                              | bé cultural d'interès local                | Casa Llorenç Molins                                                                | Modifica les dades a Wikidata |
|        | casa de veïns d'Antoni Prats                                           | Sant Feliu de Llobregat | casa                     | Arquitecte: Gabriel Borrell i Cardona Estil: arquitectura popular 20th century               | 41° 22′ 50″ N, 2° 03′ 06″ E / 41.380436°N,2.0517°E ca:Rambla de la Marquesa de Castellbell, 15 35 msnm              | bé cultural d'interès local                | Casa Antoni Prats                                                                  | Modifica les dades a Wikidata |
|        | cases d'en Molins                                                      | Sant Feliu de Llobregat | casa                     | Arquitecte: Gabriel Borrell i Cardona Estil: modernisme català arquitectura modernista 1900s | 41° 22′ 52″ N, 2° 02′ 59″ E / 41.3811°N,2.04964°E ca:Jacint Verdaguer 17 al 27                                      | bé cultural d'interès local                | Cases d'en Molins                                                                  | Modifica les dades a Wikidata |
|        | conjunt d'habitatges al passeig Comte Vilardaga, 12-22                 | Sant Feliu de Llobregat | casa                     | Estil: noucentisme 19th century                                                              | 41° 23′ 06″ N, 2° 02′ 53″ E / 41.385053°N,2.048009°E ca:Pg. del Comte de Vilardaga, 12 a 22 45 msnm                 | bé cultural d'interès local                | Passeig Comte de Vilardaga 12-24                                                   | Modifica les dades a Wikidata |
|        | dues cases aparellades de la família Mas                               | Sant Feliu de Llobregat | casa                     | Arquitecte: Gabriel Borrell i Cardona Estil: arquitectura modernista 1927                    | 41° 22′ 47″ N, 2° 02′ 41″ E / 41.379722222222°N,2.0447222222222°E ca:Carrer de Carreretes, 10-12                    | bé cultural d'interès local                | Cases aparellades Família Mas                                                      | Modifica les dades a Wikidata |
|        | dues cases aparellades família Costa                                   | Sant Feliu de Llobregat | casa                     | Arquitecte: Gabriel Borrell i Cardona Estil: arquitectura modernista 1910                    | 41° 22′ 51″ N, 2° 02′ 50″ E / 41.380785°N,2.04715°E ca:Carrer de Torras i Bages, 28-30                              | bé cultural d'interès local                | Cases aparellades Família Costa                                                    | Modifica les dades a Wikidata |
|        | edifici d'habitatges a la carretera Laureà Miró, 198                   | Sant Feliu de Llobregat | casa                     | Estil: arquitectura popular                                                                  | 41° 22′ 52″ N, 2° 02′ 39″ E / 41.3809848°N,2.044062°E ca:Carretera Laureà Miró, 198                                 | bé cultural d'interès local                | Laureà Miró 198                                                                    | Modifica les dades a Wikidata |
|        | edifici d'habitatges a la carretera Laureà Miró, 212-214               | Sant Feliu de Llobregat | casa                     | Estil: arquitectura eclèctica                                                                | 41° 22′ 52″ N, 2° 02′ 38″ E / 41.3812075°N,2.0437598°E ca:Carretera Laureà Miró, 212-214                            | bé cultural d'interès local                | Laureà Miró 212-214                                                                | Modifica les dades a Wikidata |
|        | edifici d'habitatges a la carretera Laureà Miró, 229-235               | Sant Feliu de Llobregat | casa                     | Estil: noucentisme 20th century                                                              | 41° 22′ 55″ N, 2° 02′ 36″ E / 41.38195°N,2.04331°E ca:Ctra. Laureà Miró, 229-235 24 msnm                            | bé cultural d'interès local                | Casa Eugeni Dotras                                                                 | Modifica les dades a Wikidata |
|        | edifici d'habitatges a la carretera Laureà Miró, 239-241               | Sant Feliu de Llobregat | casa                     | Estil: arquitectura popular 20th century                                                     | 41° 22′ 55″ N, 2° 02′ 35″ E / 41.382016°N,2.043175°E ca:Ctra. Laureà Miró, 239-241 24 msnm                          | bé cultural d'interès local                | Edifici d'habitatges a la carretera Laureà Miró, 239-241 (Sant Feliu de Llobregat) | Modifica les dades a Wikidata |
|        | edifici d'habitatges a la carretera Laureà Miró, 267-269               | Sant Feliu de Llobregat | casa                     | Estil: arquitectura popular                                                                  | 41° 22′ 58″ N, 2° 02′ 32″ E / 41.3828885°N,2.0422761°E ca:Carretera Laureà Miró, 267-269                            | bé cultural d'interès local                | Taller Natzaret                                                                    | Modifica les dades a Wikidata |
|        | edifici d'habitatges a la carretera Laureà Miró, 284                   | Sant Feliu de Llobregat | casa                     | Estil: arquitectura popular                                                                  | 41° 22′ 57″ N, 2° 02′ 32″ E / 41.3826082°N,2.0421487°E ca:Carretera Laureà Miró, 284                                | bé cultural d'interès local                | Laureà Miró 284                                                                    | Modifica les dades a Wikidata |
|        | edifici d'habitatges a la carretera Laureà Miró, 33-37                 | Sant Feliu de Llobregat | casa                     | Estil: arquitectura popular                                                                  | 41° 22′ 47″ N, 2° 02′ 59″ E / 41.3796181°N,2.0497865°E ca:Carretera Laureà Miró, 33 - 37                            | bé cultural d'interès local                | Laureà Miró 33-37                                                                  | Modifica les dades a Wikidata |
|        | edifici d'habitatges a la carretera Laureà Miró, 345-347               | Sant Feliu de Llobregat | casa                     | Estil: noucentisme 1917                                                                      | 41° 23′ 06″ N, 2° 02′ 28″ E / 41.3848966°N,2.0411224°E ca:Carretera Laureà Miró, 345-347                            | bé cultural d'interès local                | Laureà Miró 345-347                                                                | Modifica les dades a Wikidata |
|        | edifici d'habitatges a la carretera Laureà Miró, 54                    | Sant Feliu de Llobregat | casa                     | Estil: arquitectura popular 1929                                                             | 41° 22′ 46″ N, 2° 02′ 57″ E / 41.3794152°N,2.0492154°E ca:Carretera Laureà Miró, 54                                 | bé cultural d'interès local                | Laureà Miró 54                                                                     | Modifica les dades a Wikidata |
|        | edifici d'habitatges a la carretera Laureà Miró, 70                    | Sant Feliu de Llobregat | casa                     | Estil: arquitectura popular                                                                  | 41° 22′ 46″ N, 2° 02′ 55″ E / 41.37937°N,2.048505°E                                                                 | bé cultural d'interès local                |                                                                                    | Modifica les dades a Wikidata |
|        | edifici d'habitatges a la carretera Laureà Miró, 72-74                 | Sant Feliu de Llobregat | casa                     | Estil: arquitectura popular                                                                  | 41° 22′ 46″ N, 2° 02′ 54″ E / 41.3793903°N,2.0483906°E ca:Carretera Laureà Miró, 72-74                              | bé cultural d'interès local                | Laureà Miró, 72-74                                                                 | Modifica les dades a Wikidata |
|        | edifici d'habitatges al carrer Batista, 3                              | Sant Feliu de Llobregat | casa                     | Estil: arquitectura popular                                                                  | 41° 22′ 53″ N, 2° 02′ 35″ E / 41.381513°N,2.042974°E                                                                | bé cultural d'interès local                |                                                                                    | Modifica les dades a Wikidata |
|        | edifici d'habitatges al carrer Carcereny i Tristany, 7                 | Sant Feliu de Llobregat | casa                     | Estil: noucentisme 1930                                                                      | 41° 22′ 59″ N, 2° 02′ 35″ E / 41.3830111°N,2.0429321°E ca:Carrer de Carcereny i Tristany, 7                         | bé cultural d'interès local                | Carcereny i Tristany 7                                                             | Modifica les dades a Wikidata |
|        | edifici d'habitatges al carrer Falguera, 10-20                         | Sant Feliu de Llobregat | casa                     | Estil: arquitectura popular                                                                  | 41° 22′ 53″ N, 2° 02′ 34″ E / 41.381281°N,2.0428498°E ca:Carrer Falguera, 10-20                                     | bé cultural d'interès local                | Falguera 10-20                                                                     | Modifica les dades a Wikidata |
|        | edifici d'habitatges al carrer Falguera, 25                            | Sant Feliu de Llobregat | casa                     | Estil: arquitectura popular                                                                  | 41° 22′ 53″ N, 2° 02′ 35″ E / 41.3812558°N,2.0430774°E ca:Carrer Falguera 25                                        | bé cultural d'interès local                | Falguera 25                                                                        | Modifica les dades a Wikidata |
|        | edifici d'habitatges al carrer Falguera, 29-31                         | Sant Feliu de Llobregat | casa                     | Estil: arquitectura popular 19th century                                                     | 41° 22′ 53″ N, 2° 02′ 35″ E / 41.381423°N,2.042974°E ca:C. Falguera, 29-31 - c. Batista 21 msnm                     | bé cultural d'interès local                | Falguera 29-31                                                                     | Modifica les dades a Wikidata |
|        | edifici d'habitatges al carrer Falguera, 3                             | Sant Feliu de Llobregat | casa                     | Estil: arquitectura popular 19th century                                                     | 41° 22′ 51″ N, 2° 02′ 36″ E / 41.38084°N,2.043349°E ca:C. Falguera, 3 21 msnm                                       | bé cultural d'interès local                | Falguera 3                                                                         | Modifica les dades a Wikidata |
|        | edifici d'habitatges al carrer Falguera, 5-7                           | Sant Feliu de Llobregat | casa                     | Estil: arquitectura popular 20th century                                                     | 41° 22′ 51″ N, 2° 02′ 36″ E / 41.380906°N,2.043311°E ca:C. Falguera, 5-7 21 msnm                                    | bé cultural d'interès local                | Falguera 5-7                                                                       | Modifica les dades a Wikidata |
|        | edifici d'habitatges al carrer Falguera, 82                            | Sant Feliu de Llobregat | casa                     | Estil: arquitectura popular 19th century                                                     | 41° 22′ 57″ N, 2° 02′ 30″ E / 41.3826323°N,2.0417895°E ca:Carrer de Falguera, 82                                    | bé cultural d'interès local                | Falguera 82                                                                        | Modifica les dades a Wikidata |
|        | edifici d'habitatges al carrer Falguera, 9-23                          | Sant Feliu de Llobregat | casa                     | Estil: arquitectura popular 19th century                                                     | 41° 22′ 52″ N, 2° 02′ 36″ E / 41.3811669°N,2.0432103°E ca:Carrer Falguera, 9-23                                     | bé cultural d'interès local                | Falguera 9-23                                                                      | Modifica les dades a Wikidata |
|        | edifici d'habitatges al carrer Joan Maragall, 119-131                  | Sant Feliu de Llobregat | casa                     | Estil: arquitectura popular 19th century                                                     | 41° 22′ 48″ N, 2° 02′ 58″ E / 41.379931°N,2.0495068°E ca:C. de Joan Maragall, 119-131 28 msnm                       | bé cultural d'interès local                | Edifici d'habitatges al carrer Joan Maragall, 119-131                              | Modifica les dades a Wikidata |
|        | edifici d'habitatges al carrer Joan Maragall, 36-38                    | Sant Feliu de Llobregat | casa                     | Estil: arquitectura popular 19th century                                                     | 41° 22′ 49″ N, 2° 02′ 50″ E / 41.3801724°N,2.0471115°E ca:C. de Joan Maragall, 36-38 26 msnm                        | bé cultural d'interès local                | Edifici d'habitatges al carrer Joan Maragall, 36-38                                | Modifica les dades a Wikidata |
|        | edifici d'habitatges al carrer Joan Maragall, 4-6                      | Sant Feliu de Llobregat | casa                     | Estil: arquitectura popular 20th century                                                     | 41° 22′ 50″ N, 2° 02′ 43″ E / 41.3804734°N,2.045385°E ca:C. de Joan Maragall, 4-6 22 msnm                           | bé cultural d'interès local                | Edifici d'habitatges al carrer Joan Maragall, 4-6 (Sant Feliu de Llobregat)        | Modifica les dades a Wikidata |
|        | edifici d'habitatges al carrer Sant Llorenç, 17                        | Sant Feliu de Llobregat | casa                     | Estil: arquitectura popular 20th century                                                     | 41° 22′ 51″ N, 2° 02′ 56″ E / 41.3808715°N,2.0488713°E ca:Carrer Sant Llorenç, 17                                   | bé cultural d'interès local                | Sant Llorenç 17                                                                    | Modifica les dades a Wikidata |
|        | edifici d'habitatges al carrer Torras i Bages, 34                      | Sant Feliu de Llobregat | casa                     | Estil: arquitectura popular 20th century                                                     | 41° 22′ 51″ N, 2° 02′ 52″ E / 41.3807984°N,2.0476525°E ca:Carrer Torras i Bages, 34 - Carrer Verge de la Mercè, 9   | bé cultural d'interès local                | Torras i Bages 34                                                                  | Modifica les dades a Wikidata |
|        | edifici d'habitatges al carrer Verge de les Neus, 18                   | Sant Feliu de Llobregat | casa                     | Estil: arquitectura popular 20th century                                                     | 41° 22′ 46″ N, 2° 02′ 34″ E / 41.3794888°N,2.042888°E ca:Carrer Verge de les Neus, 18                               | bé cultural d'interès local                | Verge de les Neus 18                                                               | Modifica les dades a Wikidata |
|        | edifici d'habitatges al carrer de Pi i Maragall, 28-30                 | Sant Feliu de Llobregat | casa                     | Estil: arquitectura popular 20th century                                                     | 41° 22′ 53″ N, 2° 02′ 54″ E / 41.3814518°N,2.0482409°E ca:Carrer de Pi i Margall, 28-30                             | bé cultural d'interès local                | Pi i Margall 28-30                                                                 | Modifica les dades a Wikidata |
|        | edifici d'habitatges al carrer de la Verge de les Neus, 9-11           | Sant Feliu de Llobregat | casa                     | Estil: arquitectura popular 20th century                                                     | 41° 22′ 46″ N, 2° 02′ 35″ E / 41.3794726°N,2.0431035°E ca:Carrer de la Verge de les Neus, 9-11                      | bé cultural d'interès local                | Verge de les Neus 9-11                                                             | Modifica les dades a Wikidata |
|        | edifici d'habitatges del carrer Pi i Margall, 38                       | Sant Feliu de Llobregat | casa                     | Estil: arquitectura popular 20th century                                                     | 41° 22′ 54″ N, 2° 02′ 55″ E / 41.3815539°N,2.0486102°E ca:Pi i Margall, 38                                          | bé cultural d'interès local                | Pi i Margall 38                                                                    | Modifica les dades a Wikidata |
|        | habitatge a la carretera Laureà Miró 138                               | Sant Feliu de Llobregat | casa                     | 20th century                                                                                 | 41° 22′ 47″ N, 2° 02′ 46″ E / 41.37973°N,2.04598°E ca:Carretera Laureà Miró, 138                                    |                                            |                                                                                    | Modifica les dades a Wikidata |
|        | habitatge a la carretera Laureà Miró 264                               | Sant Feliu de Llobregat | casa                     | 1925                                                                                         | 41° 22′ 56″ N, 2° 02′ 34″ E / 41.38219°N,2.04264°E ca:Carretera Laureà Miró, 264                                    |                                            |                                                                                    | Modifica les dades a Wikidata |
|        | habitatge a la carretera Laureà Miró, 110                              | Sant Feliu de Llobregat | casa                     | Estil: arquitectura eclèctica                                                                | 41° 22′ 46″ N, 2° 02′ 48″ E / 41.3794401°N,2.0467874°E ca:Carretera Laureà Miró, 110                                | bé cultural d'interès local                | Laureà Miró 110                                                                    | Modifica les dades a Wikidata |
|        | habitatge a la carretera Laureà Miró, 113-115                          | Sant Feliu de Llobregat | casa                     | Estil: arquitectura popular 19th century                                                     | 41° 22′ 46″ N, 2° 02′ 49″ E / 41.37956°N,2.047061°E ca:Ctra. Laureà Miró, 113-115 26 msnm                           | bé cultural d'interès local                | Laureà Miró 113-115                                                                | Modifica les dades a Wikidata |
|        | habitatge a la carretera Laureà Miró, 131-137                          | Sant Feliu de Llobregat | casa                     | Estil: arquitectura popular                                                                  | 41° 22′ 47″ N, 2° 02′ 47″ E / 41.3797429°N,2.0463644°E ca:Carretera Laureà Miró, 131 - 137                          | bé cultural d'interès local                | Laureà Miró 131-137                                                                | Modifica les dades a Wikidata |
|        | habitatge a la carretera Laureà Miró, 15                               | Sant Feliu de Llobregat | casa                     | Estil: arquitectura popular                                                                  | 41° 22′ 47″ N, 2° 03′ 02″ E / 41.3796333°N,2.0505396°E ca:Carretera Laureà Miró, 15                                 | bé cultural d'interès local                | Laureà Miró 15                                                                     | Modifica les dades a Wikidata |
|        | habitatge a la carretera Laureà Miró, 17-19                            | Sant Feliu de Llobregat | casa                     | Estil: arquitectura popular                                                                  | 41° 22′ 47″ N, 2° 03′ 01″ E / 41.379632°N,2.0503842°E ca:Carretera Laureà Miró, 17-19                               | bé cultural d'interès local                | Laureà Miró 17-19                                                                  | Modifica les dades a Wikidata |
|        | habitatge a la carretera Laureà Miró, 23                               | Sant Feliu de Llobregat | casa                     | Estil: arquitectura popular 20th century                                                     | 41° 22′ 47″ N, 2° 03′ 01″ E / 41.379596°N,2.050397°E ca:Ctra. Laureà Miró, 23 35 msnm                               | bé cultural d'interès local                | Laureà Miró 23                                                                     | Modifica les dades a Wikidata |
|        | habitatge a la carretera Laureà Miró, 242 - Batista, 1                 | Sant Feliu de Llobregat | casa                     | Estil: noucentisme 20th century                                                              | 41° 22′ 54″ N, 2° 02′ 35″ E / 41.3817334°N,2.0430943°E ca:Carretera Laureà Miró, 242 cantonada carrer Batista, 1    | bé cultural d'interès local                | Laureà Miró 242 - Batista 1                                                        | Modifica les dades a Wikidata |
|        | habitatge a la carretera Laureà Miró, 25                               | Sant Feliu de Llobregat | casa                     | Estil: arquitectura popular                                                                  | 41° 22′ 47″ N, 2° 03′ 00″ E / 41.3796028°N,2.0501215°E ca:Carretera Laureà Miró, 25                                 | bé cultural d'interès local                | Laureà Miró, 25                                                                    | Modifica les dades a Wikidata |
|        | habitatge a la carretera Laureà Miró, 27                               | Sant Feliu de Llobregat | casa                     | Estil: arquitectura popular                                                                  | 41° 22′ 47″ N, 2° 03′ 00″ E / 41.3796113°N,2.0500616°E ca:Carretera Laureà Miró, 27                                 | bé cultural d'interès local                | Laureà Miró 27                                                                     | Modifica les dades a Wikidata |
|        | habitatge a la carretera Laureà Miró, 4-6                              | Sant Feliu de Llobregat | casa                     | Estil: noucentisme 20th century                                                              | 41° 22′ 46″ N, 2° 03′ 05″ E / 41.379402°N,2.051262°E ca:Carretera Laureà Miró, 4-6                                  | bé cultural d'interès local                | Laureà Miró 4-6                                                                    | Modifica les dades a Wikidata |
|        | habitatge a la carretera Laureà Miró, 9                                | Sant Feliu de Llobregat | casa                     | Estil: arquitectura popular                                                                  | 41° 22′ 47″ N, 2° 03′ 02″ E / 41.3796607°N,2.0505871°E ca:Carretera Laureà Miró, 9                                  | bé cultural d'interès local                | Laureà Miró 9                                                                      | Modifica les dades a Wikidata |
|        | habitatge a la plaça de la Vila                                        | Sant Feliu de Llobregat | casa                     | Estil: arquitectura popular 20th century                                                     | 41° 22′ 51″ N, 2° 02′ 43″ E / 41.380735°N,2.045409°E ca:Pl. de la Vila, 12 24 msnm                                  | bé integrant del patrimoni cultural català | Habitatge a la plaça de la Vila, 12 (Sant Feliu de Llobregat)                      | Modifica les dades a Wikidata |
|        | habitatge a la rambla Marquesa de Castellbell, 78                      | Sant Feliu de Llobregat | casa                     | Estil: arquitectura popular 19th century                                                     | 41° 23′ 06″ N, 2° 02′ 58″ E / 41.3850381°N,2.0494923°E ca:Rambla de la Marquesa de Castellbell, 78 47 msnm          | bé cultural d'interès local                | Habitatge a la rambla Marquesa de Castellbell, 78 (Sant Feliu de Llobregat)        | Modifica les dades a Wikidata |
|        | habitatge a la rambla de la Marquesa de Castellbell, 9                 | Sant Feliu de Llobregat | casa                     | Estil: noucentisme 20th century                                                              | 41° 22′ 49″ N, 2° 03′ 07″ E / 41.3802302°N,2.0519302°E ca:Rambla de la Marquesa de Castellbell, 9                   | bé cultural d'interès local                | Rambla de la Marquesa de Castellbell 9                                             | Modifica les dades a Wikidata |
|        | habitatge al carrer Constitució, 13                                    | Sant Feliu de Llobregat | casa                     | Estil: arquitectura popular 20th century                                                     | 41° 23′ 06″ N, 2° 02′ 43″ E / 41.3849309°N,2.0452481°E ca:Carrer Constitució, 13                                    | bé cultural d'interès local                | Constitució 13                                                                     | Modifica les dades a Wikidata |
|        | habitatge al carrer Constitució, 5                                     | Sant Feliu de Llobregat | casa                     | Estil: arquitectura popular 20th century                                                     | 41° 23′ 05″ N, 2° 02′ 44″ E / 41.3846004°N,2.0455878°E ca:Carrer de la Constitució, 5                               | bé cultural d'interès local                | Constitució 5                                                                      | Modifica les dades a Wikidata |
|        | habitatge al carrer Constitució, 7                                     | Sant Feliu de Llobregat | casa                     | Estil: arquitectura popular                                                                  | 41° 23′ 05″ N, 2° 02′ 44″ E / 41.3846896°N,2.0454788°E ca:Carrer Constitució, 7                                     | bé cultural d'interès local                | Constitució 7                                                                      | Modifica les dades a Wikidata |
|        | habitatge al carrer Constitució, 9                                     | Sant Feliu de Llobregat | casa                     | Estil: noucentisme 1920                                                                      | 41° 23′ 05″ N, 2° 02′ 43″ E / 41.384788°N,2.0453937°E ca:Carrer Constitució, 9                                      | bé cultural d'interès local                | Constitució 9                                                                      | Modifica les dades a Wikidata |
|        | habitatge al carrer Jacint Verdaguer, 15                               | Sant Feliu de Llobregat | casa                     | Estil: noucentisme 20th century                                                              | 41° 22′ 51″ N, 2° 03′ 00″ E / 41.3809704°N,2.0499342°E ca:C. Jacint Verdaguer, 15 32 msnm                           | bé cultural d'interès local                | Habitatge al carrer Jacint Verdaguer, 15 (Sant Feliu de Llobregat)                 | Modifica les dades a Wikidata |
|        | habitatge al carrer Joan Batllori 13                                   | Sant Feliu de Llobregat | casa                     | 20th century                                                                                 | 41° 22′ 54″ N, 2° 02′ 40″ E / 41.38177°N,2.0445°E ca:Carrer de Joan Batllori, 13                                    |                                            |                                                                                    | Modifica les dades a Wikidata |
|        | habitatge al carrer Joan Batllori, 13                                  | Sant Feliu de Llobregat | casa                     | Estil: arquitectura popular                                                                  | 41° 22′ 54″ N, 2° 02′ 40″ E / 41.3817893°N,2.044409°E                                                               | bé cultural d'interès local                | Joan Batllori, 13                                                                  | Modifica les dades a Wikidata |
|        | habitatge al carrer Joan Maragall, 18-20                               | Sant Feliu de Llobregat | casa                     | Estil: arquitectura popular 19th century                                                     | 41° 22′ 49″ N, 2° 02′ 48″ E / 41.3802765°N,2.0466316°E ca:C. de Joan Maragall, 18-20 23 msnm                        | bé cultural d'interès local                | Habitatge al carrer Joan Maragall, 18-20                                           | Modifica les dades a Wikidata |
|        | habitatge al carrer Joan Maragall, 84                                  | Sant Feliu de Llobregat | casa                     | Estil: arquitectura popular 19th century                                                     | 41° 22′ 48″ N, 2° 02′ 55″ E / 41.3800411°N,2.0486561°E ca:C. de Joan Maragall, 84 27 msnm                           | bé cultural d'interès local                | Habitatge al carrer Joan Maragall, 84                                              | Modifica les dades a Wikidata |
|        | habitatge al carrer Joan Maragall, 90-102                              | Sant Feliu de Llobregat | casa                     | Estil: arquitectura modernista noucentisme 20th century                                      | 41° 22′ 48″ N, 2° 02′ 56″ E / 41.379926°N,2.048837°E ca:Carrer de Joan Maragall, 90-102 27 msnm                     | bé cultural d'interès local                | Habitatge al carrer Joan Maragall, 90-102                                          | Modifica les dades a Wikidata |
|        | habitatge al carrer Josep Maria de Molina, 15                          | Sant Feliu de Llobregat | casa                     | Estil: arquitectura popular                                                                  | 41° 22′ 50″ N, 2° 02′ 38″ E / 41.3805511°N,2.043901°E ca:Carrer Josep Maria de Molina, 15                           | bé cultural d'interès local                | Josep Maria de Molina 15                                                           | Modifica les dades a Wikidata |
|        | habitatge al carrer Josep Maria de Molina, 24                          | Sant Feliu de Llobregat | casa                     | Estil: arquitectura popular 19th century                                                     | 41° 22′ 50″ N, 2° 02′ 39″ E / 41.3804268°N,2.044118°E ca:C. Josep Maria de Molina, 24 21 msnm                       | bé cultural d'interès local                | Josep Maria de Molina 24 (Sant Feliu de Llobregat)                                 | Modifica les dades a Wikidata |
|        | habitatge al carrer Josep Maria de Molina, 7                           | Sant Feliu de Llobregat | casa                     | Estil: arquitectura popular 19th century                                                     | 41° 22′ 50″ N, 2° 02′ 39″ E / 41.3805354°N,2.0441762°E ca:Carrer Josep Maria de Molina, 7                           | bé cultural d'interès local                | Josep Maria de Molina 7                                                            | Modifica les dades a Wikidata |
|        | habitatge al carrer Laureà Miró, 102                                   | Sant Feliu de Llobregat | casa                     | Estil: arquitectura modernista 20th century                                                  | 41° 22′ 46″ N, 2° 02′ 49″ E / 41.379406°N,2.047027°E ca:Carrer Laureà Miró, 102                                     | bé cultural d'interès local                | Laureà Miró 102                                                                    | Modifica les dades a Wikidata |
|        | habitatge al carrer Laureà Miró, 265                                   | Sant Feliu de Llobregat | casa                     | Estil: noucentisme 20th century                                                              | 41° 22′ 58″ N, 2° 02′ 33″ E / 41.3826911°N,2.0423627°E ca:Laureà Miró, 265                                          | bé cultural d'interès local                | Laureà Miró 265                                                                    | Modifica les dades a Wikidata |
|        | habitatge al carrer Laureà Miró, 271                                   | Sant Feliu de Llobregat | casa                     | Estil: noucentisme 1927                                                                      | 41° 22′ 59″ N, 2° 02′ 32″ E / 41.3830316°N,2.0421544°E ca:Laureà Miró, 271                                          | bé cultural d'interès local                | Laureà Miró 271                                                                    | Modifica les dades a Wikidata |
|        | habitatge al carrer Laureà Miró, 278-280                               | Sant Feliu de Llobregat | casa                     | Estil: arquitectura modernista 1925                                                          | 41° 22′ 57″ N, 2° 02′ 32″ E / 41.382519°N,2.04221°E ca:Carretera de Laureà Miró, 278-280                            | bé cultural d'interès local                | Laureà Miró 278-280                                                                | Modifica les dades a Wikidata |
|        | habitatge al carrer Laureà Miró, 29                                    | Sant Feliu de Llobregat | casa                     | Estil: arquitectura modernista Estat: enderrocat o destruït                                  | 41° 22′ 47″ N, 2° 03′ 01″ E / 41.379622°N,2.050234°E ca:Carretera de Laureà Miró, 29                                | bé integrant del patrimoni cultural català |                                                                                    | Modifica les dades a Wikidata |
|        | habitatge al carrer Laureà Miró, 31                                    | Sant Feliu de Llobregat | casa                     | Estil: noucentisme 20th century                                                              | 41° 22′ 47″ N, 2° 03′ 00″ E / 41.379602°N,2.049966°E ca:Laureà Miró, 31                                             | bé integrant del patrimoni cultural català | Laureà Miró 31                                                                     | Modifica les dades a Wikidata |
|        | habitatge al carrer Pere Àlvarez, 1-3                                  | Sant Feliu de Llobregat | casa                     | Estil: arquitectura popular                                                                  | 41° 22′ 57″ N, 2° 02′ 37″ E / 41.3825841°N,2.0435841°E ca:Carrer de Pere Àlvarez, 1-3                               | bé cultural d'interès local                | Pere Àlvarez 1-3                                                                   | Modifica les dades a Wikidata |
|        | habitatge al carrer Rectoria, 5-7                                      | Sant Feliu de Llobregat | casa                     | Estil: arquitectura popular                                                                  | 41° 22′ 53″ N, 2° 02′ 42″ E / 41.3813899°N,2.0451205°E ca:Carrer de la Rectoria, 5-7                                | bé cultural d'interès local                | Rectoria 5-7                                                                       | Modifica les dades a Wikidata |
|        | habitatge al carrer Rectoria, 8-10                                     | Sant Feliu de Llobregat | casa                     | Estil: arquitectura popular                                                                  | 41° 22′ 54″ N, 2° 02′ 43″ E / 41.381616°N,2.0452248°E ca:Carrer de la Rectoria, 10                                  | bé cultural d'interès local                |                                                                                    | Modifica les dades a Wikidata |
|        | habitatge al carrer Rectoria, 9-17                                     | Sant Feliu de Llobregat | casa                     | Estil: arquitectura popular                                                                  | 41° 22′ 53″ N, 2° 02′ 42″ E / 41.3814346°N,2.0450839°E ca:Carrer de la Rectoria, 9-17                               | bé cultural d'interès local                | Rectoria 9-17                                                                      | Modifica les dades a Wikidata |
|        | habitatge al carrer Sant Llorenç, 18                                   | Sant Feliu de Llobregat | casa                     | Estat: enderrocat o destruït                                                                 | 41° 22′ 51″ N, 2° 02′ 56″ E / 41.380718°N,2.048945°E                                                                | bé integrant del patrimoni cultural català | Sant Llorenç, 18                                                                   | Modifica les dades a Wikidata |
|        | habitatge al carrer Sant Llorenç, 19                                   | Sant Feliu de Llobregat | casa                     | Estil: arquitectura popular                                                                  | 41° 22′ 51″ N, 2° 02′ 56″ E / 41.3808718°N,2.0489071°E ca:Carrer Sant Llorenç, 19                                   | bé cultural d'interès local                | Sant Llorenç 19                                                                    | Modifica les dades a Wikidata |
|        | habitatge al carrer Santa Maria, 88                                    | Sant Feliu de Llobregat | casa                     | Estil: arquitectura popular 20th century                                                     | 41° 22′ 43″ N, 2° 02′ 31″ E / 41.3786071°N,2.0419204°E ca:Carrer Santa Maria, 88                                    | bé cultural d'interès local                | Santa Maria, 88                                                                    | Modifica les dades a Wikidata |
|        | habitatge al carrer Torras i Bages, 13                                 | Sant Feliu de Llobregat | casa                     | Estil: arquitectura popular 20th century                                                     | 41° 22′ 51″ N, 2° 02′ 48″ E / 41.3808537°N,2.0467189°E ca:Carrer de Torras i Bages, 13                              | bé cultural d'interès local                | Torras i Bages 13                                                                  | Modifica les dades a Wikidata |
|        | habitatge al carrer Verge de les Neus, 14-16                           | Sant Feliu de Llobregat | casa                     | Estil: arquitectura popular 20th century                                                     | 41° 22′ 46″ N, 2° 02′ 35″ E / 41.3795523°N,2.0429349°E ca:Carrer Verge de les Neus,14-16                            | bé cultural d'interès local                | Verge de les Neus 14-16                                                            | Modifica les dades a Wikidata |
|        | habitatge al carrer Verge de les Neus, 32                              | Sant Feliu de Llobregat | casa                     | Estil: arquitectura popular 20th century                                                     | 41° 22′ 45″ N, 2° 02′ 32″ E / 41.3792401°N,2.042222°E ca:Carrer Verge de les Neus, 32                               | bé cultural d'interès local                | Verge de les Neus 32                                                               | Modifica les dades a Wikidata |
|        | habitatge al carrer Verge de les Neus, 39                              | Sant Feliu de Llobregat | casa                     | Estil: arquitectura popular 20th century                                                     | 41° 22′ 45″ N, 2° 02′ 32″ E / 41.3791231°N,2.0422357°E ca:Carrer Verge de les Neus, 39                              | bé cultural d'interès local                | Verge de les Neus 39                                                               | Modifica les dades a Wikidata |
|        | habitatge al carrer Verge de les Neus, 48                              | Sant Feliu de Llobregat | casa                     | Estil: arquitectura popular 19th century                                                     | 41° 22′ 45″ N, 2° 02′ 30″ E / 41.3790736°N,2.0416982°E ca:C. Verge de les Neus, 48 19 msnm                          | bé cultural d'interès local                | Habitatge al carrer Verge de les Neus, 48 (Sant Feliu de Llobregat)                | Modifica les dades a Wikidata |
|        | habitatge al carrer Verge de les Neus, 51                              | Sant Feliu de Llobregat | casa                     | Estil: arquitectura popular 20th century                                                     | 41° 22′ 44″ N, 2° 02′ 31″ E / 41.3789853°N,2.0419148°E ca:Carrer Verge de les Neus, 51                              | bé cultural d'interès local                | Verge de les Neus 51                                                               | Modifica les dades a Wikidata |
|        | habitatge al carrer de les Creus, 19                                   | Sant Feliu de Llobregat | casa                     | Estil: arquitectura popular                                                                  | 41° 22′ 57″ N, 2° 02′ 39″ E / 41.3824711°N,2.0440761°E ca:Carrer de les Creus, 19                                   | bé cultural d'interès local                | Les Creus 19                                                                       | Modifica les dades a Wikidata |
|        | habitatge al carrer de les Creus, 33                                   | Sant Feliu de Llobregat | casa                     | Estil: noucentisme 20th century                                                              | 41° 22′ 57″ N, 2° 02′ 37″ E / 41.38244°N,2.043527°E ca:C. Creus, 33 27 msnm                                         | bé cultural d'interès local                | Les Creus 33                                                                       | Modifica les dades a Wikidata |
|        | habitatge al carrer de les Creus, 5                                    | Sant Feliu de Llobregat | casa                     | Estil: arquitectura popular 20th century                                                     | 41° 22′ 57″ N, 2° 02′ 41″ E / 41.3824397°N,2.0446267°E ca:Carrer de les Creus, 5                                    | bé cultural d'interès local                | Les Creus 5                                                                        | Modifica les dades a Wikidata |
|        | habitatge al passatge Roig, 6                                          | Sant Feliu de Llobregat | casa                     | Estil: arquitectura popular                                                                  | 41° 22′ 49″ N, 2° 03′ 05″ E / 41.3802627°N,2.0514992°E ca:Passatge Roig, 6                                          | bé cultural d'interès local                | Habitatge al passatge Roig, 6 (Sant Feliu de Llobregat)                            | Modifica les dades a Wikidata |
|        | habitatge al passeig Bertrand, 27                                      | Sant Feliu de Llobregat | casa                     | Estil: arquitectura popular 20th century                                                     | 41° 22′ 56″ N, 2° 02′ 52″ E / 41.3822585°N,2.0477628°E ca:Passeig Bertrand, 27                                      | bé cultural d'interès local                | Passeig Bertrand 27                                                                | Modifica les dades a Wikidata |
|        | habitatges a la carretera Laureà Miró, 3                               | Sant Feliu de Llobregat | casa                     | Estil: arquitectura eclèctica                                                                | 41° 22′ 47″ N, 2° 03′ 03″ E / 41.3796453°N,2.0509102°E ca:Carretera Laureà Miró, 3                                  | bé cultural d'interès local                | Laureà Miró 3                                                                      | Modifica les dades a Wikidata |
|        | habitatges al carrer Falguera, 32-38                                   | Sant Feliu de Llobregat | casa                     | Estil: arquitectura popular 17th century                                                     | 41° 22′ 54″ N, 2° 02′ 33″ E / 41.381566°N,2.042439°E ca:C. Falguera, 32-38 22 msnm                                  | bé cultural d'interès local                | Falguera 32-38                                                                     | Modifica les dades a Wikidata |
|        | habitatges al carrer Falguera, 40-58                                   | Sant Feliu de Llobregat | casa                     | Estil: arquitectura popular 18th century                                                     | 41° 22′ 55″ N, 2° 02′ 32″ E / 41.3819334°N,2.0422303°E ca:Carrer Falguera, 40-58                                    | bé cultural d'interès local                | Falguera 40-58                                                                     | Modifica les dades a Wikidata |
|        | habitatges al carrer Joan Maragall, 136-140                            | Sant Feliu de Llobregat | casa                     | Estil: arquitectura eclèctica 1927                                                           | 41° 22′ 48″ N, 2° 03′ 01″ E / 41.3799375°N,2.050296°E ca:Carrer de Joan Maragall, 136-140                           | bé cultural d'interès local                | Joan Maragall 136-140                                                              | Modifica les dades a Wikidata |
|        | habitatges al carrer Joan Maragall, 142-144                            | Sant Feliu de Llobregat | casa                     | Estil: arquitectura popular 19th century                                                     | 41° 22′ 47″ N, 2° 03′ 02″ E / 41.3796615°N,2.0506827°E ca:C. de Joan Maragall, 142-144 29 msnm                      | bé cultural d'interès local                | Habitatges al carrer Joan Maragall, 142-144 (Sant Feliu de Llobregat)              | Modifica les dades a Wikidata |
|        | habitatges al carrer Joan Maragall, 163-165                            | Sant Feliu de Llobregat | casa                     | Estil: arquitectura popular 19th century                                                     | 41° 22′ 48″ N, 2° 03′ 02″ E / 41.3799939°N,2.0505822°E ca:C. de Joan Maragall, 163-165 29 msnm                      | bé cultural d'interès local                | Habitatges al carrer Joan Maragall, 163-165                                        | Modifica les dades a Wikidata |
|        | habitatges al carrer Joan Maragall, 56-70                              | Sant Feliu de Llobregat | casa                     | Estil: arquitectura popular 19th century                                                     | 41° 22′ 49″ N, 2° 02′ 53″ E / 41.3801894°N,2.04808°E ca:C. de Joan Maragall, 56-70 26 msnm                          | bé cultural d'interès local                | Habitatges al carrer Joan Maragall, 56-70                                          | Modifica les dades a Wikidata |
|        | habitatges al carrer Josep Maria de Molina, 8-18                       | Sant Feliu de Llobregat | casa                     | Estil: arquitectura popular 19th century                                                     | 41° 22′ 49″ N, 2° 02′ 40″ E / 41.3803765°N,2.0445732°E ca:C. Josep Maria de Molina, 8-18 21 msnm                    | bé cultural d'interès local                | Josep Maria de Molina 8-18 (Sant Feliu de Llobregat)                               | Modifica les dades a Wikidata |
|        | habitatges al carrer Verge de les Neus, 19-23                          | Sant Feliu de Llobregat | casa                     | Estil: arquitectura popular                                                                  | 41° 22′ 46″ N, 2° 02′ 34″ E / 41.3793346°N,2.0427588°E ca:Carrer Verge de les Neus, 19-23                           | bé cultural d'interès local                | Verge de les Neus 19-23                                                            | Modifica les dades a Wikidata |
|        | habitatges al carrer Vidal i Ribas, 12-18                              | Sant Feliu de Llobregat | casa                     | Estil: arquitectura popular 20th century                                                     | 41° 22′ 54″ N, 2° 02′ 49″ E / 41.3817569°N,2.0470166°E ca:Vidal i Ribas, 2 i 4                                      | bé cultural d'interès local                | Vidal i Ribas 12-18                                                                | Modifica les dades a Wikidata |
|        | habitatges al carrer de Santa Maria, 66-84                             | Sant Feliu de Llobregat | casa                     | Estil: arquitectura popular 20th century                                                     | 41° 22′ 43″ N, 2° 02′ 32″ E / 41.3787357°N,2.0422294°E ca:Carrer Santa Maria, 66-84                                 | bé cultural d'interès local                | Santa Maria 66-84                                                                  | Modifica les dades a Wikidata |
|        | habitatges al carrer de la Constitució                                 | Sant Feliu de Llobregat | casa                     | Estil: arquitectura modernista arquitectura eclèctica Estat: enderrocat o destruït           | 41° 59′ 24″ N, 2° 14′ 29″ E / 41.98995595820292°N,2.2414801697126863°E                                              | bé integrant del patrimoni cultural català |                                                                                    | Modifica les dades a Wikidata |
|        | habitatges al carrer de les Creus, 44-46                               | Sant Feliu de Llobregat | casa                     | Estil: arquitectura popular                                                                  | 41° 22′ 56″ N, 2° 02′ 36″ E / 41.3822213°N,2.0432785°E ca:Carrer de les Creus, 44-46                                | bé cultural d'interès local                | Les Creus 44-46                                                                    | Modifica les dades a Wikidata |
|        | habitatges al passatge Fargas                                          | Sant Feliu de Llobregat | casa                     | Estil: arquitectura popular 20th century                                                     | 41° 23′ 02″ N, 2° 02′ 51″ E / 41.383985°N,2.0474146°E ca:Passatge Fargas                                            | bé cultural d'interès local                | Habitatges al passatge Fargas                                                      | Modifica les dades a Wikidata |
|        | habitatges del carrer Santa Maria, 38-40                               | Sant Feliu de Llobregat | casa                     | Estil: arquitectura popular 20th century                                                     | 41° 22′ 45″ N, 2° 02′ 36″ E / 41.3791772°N,2.0433231°E ca:Carrer Santa Maria 38-40                                  | bé cultural d'interès local                | Santa Maria 38-40                                                                  | Modifica les dades a Wikidata |
|        | habitatges del carrer Santa Maria, 53-55                               | Sant Feliu de Llobregat | casa                     | Estil: arquitectura popular 19th century                                                     | 41° 22′ 43″ N, 2° 02′ 32″ E / 41.378547°N,2.042304°E ca:C. Santa Maria 53-55 20 msnm                                | bé cultural d'interès local                | Santa Maria 53-55                                                                  | Modifica les dades a Wikidata |
|        | torre del Roser                                                        | Sant Feliu de Llobregat | casa                     | Estil: historicisme arquitectònic 19th century                                               | 41° 22′ 59″ N, 2° 02′ 56″ E / 41.383035°N,2.049019°E ca:C. de Sant Joan XXIII, 16 36 msnm                           | bé cultural d'interès local                | Torre del Roser                                                                    | Modifica les dades a Wikidata |

## conjunt d'edificis
| imatge | Nom                                                            | Ubicat a                | instància de            | Detalls                                    | coordenades                                                                         | Protecció                   | Commons (més fotos) | Dades a WD                    |
| ------ | -------------------------------------------------------------- | ----------------------- | ----------------------- | ------------------------------------------ | ----------------------------------------------------------------------------------- | --------------------------- | ------------------- | ----------------------------- |
|        | Cases Bertrand                                                 | Sant Feliu de Llobregat | conjunt d'edificis casa | Estil: arquitectura popular 1874           | 41° 22′ 46″ N, 2° 02′ 40″ E / 41.379423°N,2.044484°E ca:Santa Maria / Sant Antoni   | bé cultural d'interès local | Cases Bertrand      | Modifica les dades a Wikidata |
|        | Conjunt d'habitatges de Josefa Serra de Molins (Joan Batllori) | Sant Feliu de Llobregat | conjunt d'edificis      | Arquitecte: Gabriel Borrell i Cardona 1926 | 41° 22′ 55″ N, 2° 02′ 41″ E / 41.38183°N,2.04468°E ca:Carrer de Joan Batllori 15-19 |                             |                     | Modifica les dades a Wikidata |
|        | Dues cases aparellades de Pere Àlvarez i Gonzalbo              | Sant Feliu de Llobregat | conjunt d'edificis      | Arquitecte: Gabriel Borrell i Cardona 1920 | 41° 22′ 51″ N, 2° 02′ 50″ E / 41.38088°N,2.04718°E ca:Torras i Bages, 17 i 19       |                             |                     | Modifica les dades a Wikidata |

## edifici
| imatge | Nom                                          | Ubicat a                | instància de                          | Detalls                                                                            | coordenades | Protecció                                  | Commons (més fotos)                                  | Dades a WD                    |
| ------ | -------------------------------------------- | ----------------------- | ------------------------------------- | ---------------------------------------------------------------------------------- | --- | ------------------------------------------ | ---------------------------------------------------- | ----------------------------- |
|        | Antic escorxador municipal                   | Sant Feliu de Llobregat | edifici                               | Arquitecte: Gabriel Borrell i Cardona Estil: arquitectura popular 1924             | 41° 22′ 44″ N, 2° 02′ 27″ E / 41.3789°N,2.04094°E ca:Ramon y Cajal, 49                                                                                   | bé cultural d'interès local                | Escorxador (Sant Feliu de Llobregat)                 | Modifica les dades a Wikidata |
|        | Ateneu Santfeliuenc                          | Sant Feliu de Llobregat | edifici                               | Estil: arquitectura modernista 1920s                                               | 41° 22′ 56″ N, 2° 02′ 48″ E / 41.382187°N,2.046795°E ca:Carrer de Vidal i Ribas, 23-25                                                                   | bé cultural d'interès local                | Ateneu Santfeliuenc                                  | Modifica les dades a Wikidata |
|        | Barraques de camp                            | Sant Feliu de Llobregat | edifici                               | Estil: arquitectura popular                                                        | 41° 24′ 03″ N, 2° 03′ 32″ E / 41.400912°N,2.058784°E | bé cultural d'interès local                |                                                      | Modifica les dades a Wikidata |
|        | Comissaria de Policia                        | Sant Feliu de Llobregat | edifici                               | Estil: arquitectura popular 19th century                                           | 41° 22′ 47″ N, 2° 02′ 42″ E / 41.3796045°N,2.0448835°E ca:Carreretes, 9-11                                                                               | bé cultural d'interès local                | Comissaria de Policia (Sant Feliu de Llobregat)      | Modifica les dades a Wikidata |
|        | Dependències antiga finca Torreblanca        | Sant Feliu de Llobregat | edifici                               | Estil: arquitectura eclèctica                                                      | | bé integrant del patrimoni cultural català |                                                      | Modifica les dades a Wikidata |
|        | Depuradora de Sant Feliu de Llobregat        | Sant Feliu de Llobregat | edifici depuradora d'aigües residuals |                                                                                    | 41° 22′ 49″ N, 2° 01′ 57″ E / 41.3802702702329°N,2.0324707031250004°E                                                                                    |                                            |                                                      | Modifica les dades a Wikidata |
|        | Edifici al carrer Constitució                | Sant Feliu de Llobregat | edifici                               | Estil: noucentisme Estat: enderrocat o destruït                                    | | bé integrant del patrimoni cultural català |                                                      | Modifica les dades a Wikidata |
|        | Elements de façana al carrer Falguera, 73-75 | Sant Feliu de Llobregat | edifici                               | Estat: enderrocat o destruït                                                       | | bé integrant del patrimoni cultural català |                                                      | Modifica les dades a Wikidata |
|        | Escola Sant Miquel                           | Sant Feliu de Llobregat | edifici                               | Arquitecte: No/unknown value Estil: arquitectura modernista arquitectura eclèctica | 41° 22′ 44″ N, 2° 02′ 59″ E / 41.378922°N,2.049722°E ca:Riera de Pahissa                                                                                 |                                            |                                                      | Modifica les dades a Wikidata |
|        | Escola Tramuntana                            | Sant Feliu de Llobregat | edifici                               | Estil: noucentisme 20th century                                                    | 41° 23′ 02″ N, 2° 02′ 38″ E / 41.3839928°N,2.044006°E ca:Carrer de Ventura i Gassol, 2 / Carrer de la Verge de la Salut                                  | bé cultural d'interès local                | Escola Tramuntana                                    | Modifica les dades a Wikidata |
|        | Forn Torrents                                | Sant Feliu de Llobregat | edifici                               | 20th century                                                                       | 41° 22′ 46″ N, 2° 02′ 52″ E / 41.37954°N,2.04788°E ca:Carretera Laureà Miró, 97                                                                          |                                            |                                                      | Modifica les dades a Wikidata |
|        | Fàbrica Solà i Sert                          | Sant Feliu de Llobregat | edifici                               |                                                                                    | | bé integrant del patrimoni cultural català |                                                      | Modifica les dades a Wikidata |
|        | Hostal Centro                                | Sant Feliu de Llobregat | edifici                               | Estil: arquitectura eclèctica 20th century                                         | 41° 22′ 50″ N, 2° 02′ 40″ E / 41.3805838°N,2.0445821°E ca:Carretera Laureà Miró, 182-184                                                                 | bé cultural d'interès local                | Hotel Centre                                         | Modifica les dades a Wikidata |
|        | Oficines Hispano-Suiza                       | Sant Feliu de Llobregat | edifici                               | 20th century                                                                       | 41° 23′ 03″ N, 2° 02′ 30″ E / 41.3841448°N,2.0417075°E ca:Carretera Laureà Miró, 309                                                                     | bé cultural d'interès local                | Antic edifici d'Hisenda (Sant Feliu de Llobregat)    | Modifica les dades a Wikidata |
|        | Rajoleria de Can Furriol                     | Sant Feliu de Llobregat | edifici                               | Estil: arquitectura popular                                                        | | bé integrant del patrimoni cultural català |                                                      | Modifica les dades a Wikidata |
|        | Taller Escola Sant Miquel                    | Sant Feliu de Llobregat | edifici                               | Estil: arquitectura eclèctica 20th century                                         | 41° 22′ 33″ N, 2° 02′ 44″ E / 41.3757647°N,2.0456572°E ca:Riera de Pahissa, 3                                                                            | bé cultural d'interès local                |                                                      | Modifica les dades a Wikidata |
|        | Taller industrial al carrer Falguera, 90     | Sant Feliu de Llobregat | edifici                               | Estil: arquitectura popular 20th century                                           | 41° 22′ 58″ N, 2° 02′ 29″ E / 41.382837°N,2.0414995°E ca:Carrer Falguera, 90                                                                             | bé cultural d'interès local                | Taller Falguera 90                                   | Modifica les dades a Wikidata |
|        | Torre de Jacint Carnicé                      | Sant Feliu de Llobregat | edifici edifici residencial           | Estil: noucentisme 1933                                                            | 41° 23′ 06″ N, 2° 02′ 52″ E / 41.38509°N,2.04785°E 41° 23′ 06″ N, 2° 02′ 53″ E / 41.38494873046875°N,2.0479419231414795°E ca:Pg. del Comte Vilardaga, 12 |                                            |                                                      | Modifica les dades a Wikidata |
|        | Torre de Jaume Déu                           | Sant Feliu de Llobregat | edifici                               | Arquitecte: Nicolau Maria Rubió i Tudurí 1930                                      | 41° 22′ 58″ N, 2° 03′ 03″ E / 41.38276°N,2.05075°E ca:Rambla de la Marquesa de Castellbell, 50                                                           |                                            |                                                      | Modifica les dades a Wikidata |
|        | Unió Coral                                   | Sant Feliu de Llobregat | edifici                               | Arquitecte: Gabriel Borrell i Cardona Estil: noucentisme 1900s                     | 41° 22′ 54″ N, 2° 02′ 51″ E / 41.3817°N,2.04744°E ca:Pg. Bertrand, 13                                                                                    | bé cultural d'interès local                | Unió Coral                                           | Modifica les dades a Wikidata |
|        | casino Santfeliuenc                          | Sant Feliu de Llobregat | edifici                               | Estil: arquitectura eclèctica 19th century                                         | 41° 22′ 54″ N, 2° 02′ 40″ E / 41.381681°N,2.044327°E ca:C. de Joan Batllori, 6 - ctra. de Laureà Miró 24 msnm                                            | bé cultural d'interès local                | Casino Santfeliuenc                                  | Modifica les dades a Wikidata |
|        | edifici de la Creu Roja                      | Sant Feliu de Llobregat | edifici                               | Arquitecte: Salvador Valeri i Pupurull Estil: arquitectura eclèctica 1925          | 41° 22′ 53″ N, 2° 02′ 52″ E / 41.3813491°N,2.0477999°E ca:Passeig de Bertrand, 4 / Carrer de Pi i Margall, 20                                            | bé cultural d'interès local                | Creu Roja (Sant Feliu de Llobregat)                  | Modifica les dades a Wikidata |
|        | escola Verge de la Salut                     | Sant Feliu de Llobregat | edifici                               | Estil: arquitectura eclèctica 19th century                                         | 41° 23′ 02″ N, 2° 02′ 45″ E / 41.383981°N,2.045824°E ca:C. del doctor Fleming - c. de la Constitució - c. de Dalt 30 msnm                                | bé cultural d'interès local                | Escola Verge de la Salut                             | Modifica les dades a Wikidata |
|        | façana del Casal de Joves                    | Sant Feliu de Llobregat | edifici                               | Estil: arquitectura popular 19th century                                           | 41° 22′ 46″ N, 2° 02′ 47″ E / 41.379497°N,2.046367°E ca:Ctra. de Laureà Miró, 118-122 24 msnm                                                            | bé cultural d'interès local                | Casal de Joves (Sant Feliu de Llobregat)             | Modifica les dades a Wikidata |
|        | fàbrica al carrer de la Constitució, 11      | Sant Feliu de Llobregat | edifici                               | Estil: arquitectura modernista art déco 20th century                               | 41° 23′ 06″ N, 2° 02′ 43″ E / 41.384868°N,2.045321°E ca:Carrer de la Constitució, 11 33 msnm                                                             | bé integrant del patrimoni cultural català | Fàbrica Constitució 11                               | Modifica les dades a Wikidata |
|        | les Franceses                                | Sant Feliu de Llobregat | edifici                               | Estil: noucentisme arquitectura popular                                            | 41° 22′ 33″ N, 2° 02′ 45″ E / 41.3758°N,2.04578°E ca:Crtra. d'Armenteres, 15                                                                             | bé cultural d'interès local                | Les Franceses (Sant Feliu de Llobregat)              | Modifica les dades a Wikidata |
|        | mercat Vell                                  | Sant Feliu de Llobregat | edifici                               | Estil: arquitectura del ferro 19th century                                         | 41° 22′ 50″ N, 2° 02′ 37″ E / 41.380553°N,2.043651°E ca:C. de Josep M. Molina, 21 - c. de Pou de Sant Pere 21 msnm                                       | bé cultural d'interès local                | Mercat Vell (Sant Feliu de Llobregat)                | Modifica les dades a Wikidata |
|        | palau Municipal d'Esports                    | Sant Feliu de Llobregat | edifici                               | 20th century                                                                       | 41° 22′ 52″ N, 2° 03′ 05″ E / 41.381036°N,2.051321°E ca:Rbla. Marquesa de Castellbell, 17-35 - c. Santiago Russinyol 37 msnm                             | bé integrant del patrimoni cultural català | Palau Municipal d'Esports de Sant Feliu de Llobregat | Modifica les dades a Wikidata |

## edifici industrial
| imatge | Nom                              | Ubicat a                | instància de       | Detalls                                                  | coordenades | Protecció                                  | Commons (més fotos)              | Dades a WD                    |
| ------ | -------------------------------- | ----------------------- | ------------------ | -------------------------------------------------------- | --- | ------------------------------------------ | -------------------------------- | ----------------------------- |
|        | Fàbrica Matacàs                  | Sant Feliu de Llobregat | edifici industrial | 1954                                                     | 41° 22′ 39″ N, 2° 02′ 37″ E / 41.37751388549805°N,2.043670892715454°E ca:Armenteres, s/n                                                  |                                            |                                  | Modifica les dades a Wikidata |
|        | Fàbrica de Pell Bertrand         | Sant Feliu de Llobregat | edifici industrial | Estil: arquitectura popular Estat: enderrocat o destruït | | bé integrant del patrimoni cultural català |                                  | Modifica les dades a Wikidata |
|        | antiga Fàbrica de Sedes Bertrand | Sant Feliu de Llobregat | edifici industrial | Estil: arquitectura popular 20th century                 | 41° 22′ 43″ N, 2° 02′ 44″ E / 41.378502°N,2.045569°E ca:Ctra. de Laureà Miró, c. de Carreretes, c. d'Armenteres, riera de Pahïssa 26 msnm | bé integrant del patrimoni cultural català | Antiga fàbrica de sedes Bertrand | Modifica les dades a Wikidata |

## església
| imatge | Nom                                              | Ubicat a                | instància de      | Detalls                                                                                       | coordenades                                                                                | Protecció                                  | Commons (més fotos)                              | Dades a WD                    |
| ------ | ------------------------------------------------ | ----------------------- | ----------------- | --------------------------------------------------------------------------------------------- | ------------------------------------------------------------------------------------------ | ------------------------------------------ | ------------------------------------------------ | ----------------------------- |
|        | Catedral de Sant Feliu de Llobregat              | Sant Feliu de Llobregat | església catedral | Estil: historicisme arquitectònic 1946 Anomenat per: Llorenç màrtir Dedicat a: Llorenç màrtir | 41° 22′ 51″ N, 2° 02′ 47″ E / 41.380889°N,2.046328°E ca:Plaça de la Vila                   | bé cultural d'interès local                | Cathedral of Sant Feliu de Llobregat             | Modifica les dades a Wikidata |
|        | Sant Joan Baptista                               | Sant Feliu de Llobregat | església          |                                                                                               | 41° 23′ 20″ N, 2° 02′ 46″ E / 41.3887639310762°N,2.04606042696397°E                        |                                            | Sant Joan Baptista de Sant Feliu de Llobregat    | Modifica les dades a Wikidata |
|        | capella de Sant Antoni de Pàdua                  | Sant Feliu de Llobregat | església          | Estil: arquitectura popular 18th century                                                      | 41° 23′ 07″ N, 2° 02′ 38″ E / 41.385371°N,2.04401°E ca:Passeig dels Pins, 2                | bé integrant del patrimoni cultural català | Sant Antoni de Pàdua de Sant Feliu de Llobregat  | Modifica les dades a Wikidata |
|        | capella del cementiri de Sant Feliu de Llobregat | Sant Feliu de Llobregat | església          | Arquitecte: Miquel Pascual i Tintorer Estil: historicisme arquitectònic 1890                  | 41° 23′ 20″ N, 2° 02′ 49″ E / 41.388801°N,2.04701°E ca:C. Marquesa de Castellbell 43 msnm  | bé integrant del patrimoni cultural català | Capella del cementiri de Sant Feliu de Llobregat | Modifica les dades a Wikidata |
|        | ermita de la Salut                               | Sant Feliu de Llobregat | església          | Estil: arquitectura popular 18th century                                                      | 41° 23′ 43″ N, 2° 03′ 25″ E / 41.3953°N,2.05694°E ca:Entorn a la riera de la Salut 96 msnm | bé integrant del patrimoni cultural català | Ermita de la Salut de Sant Feliu de Llobregat    | Modifica les dades a Wikidata |

## font
| imatge | Nom                 | Ubicat a                | instància de                   | Detalls                                                  | coordenades | Protecció                                  | Commons (més fotos) | Dades a WD                    |
| ------ | ------------------- | ----------------------- | ------------------------------ | -------------------------------------------------------- | --- | ------------------------------------------ | ------------------- | ----------------------------- |
|        | font                | Sant Feliu de Llobregat | font                           | Estil: arquitectura popular Estat: enderrocat o destruït | | bé integrant del patrimoni cultural català |                     | Modifica les dades a Wikidata |
|        | font de Can Ferriol | Sant Feliu de Llobregat | font                           |                                                          | 41° 24′ 34″ N, 2° 03′ 56″ E / 41.409578°N,2.065515°E                                                              |                                            | Font de Can Ferriol | Modifica les dades a Wikidata |
|        | font del Cuento     | Sant Feliu de Llobregat | font estructura arquitectònica | 20th century                                             | 41° 23′ 06″ N, 2° 02′ 53″ E / 41.38511657714844°N,2.047950029373169°E ca:Pg. de Comte Vilardaga / Agustín Domingo |                                            |                     | Modifica les dades a Wikidata |

## masia
| imatge | Nom                                  | Ubicat a                                                                | instància de              | Detalls                                                                   | coordenades | Protecció                                  | Commons (més fotos)                     | Dades a WD                    |
| ------ | ------------------------------------ | ----------------------------------------------------------------------- | ------------------------- | ------------------------------------------------------------------------- | --- | ------------------------------------------ | --------------------------------------- | ----------------------------- |
|        | Ca n'Amigó del Clot                  | Sant Feliu de Llobregat                                                 | masia                     |                                                                           | 41° 24′ 15″ N, 2° 02′ 33″ E / 41.40426°N,2.04263°E                                                                               |                                            | Ca n'Amigó del Clot                     | Modifica les dades a Wikidata |
|        | Ca n'Arabia                          | Sant Feliu de Llobregat                                                 | masia                     |                                                                           | 41° 23′ 47″ N, 2° 02′ 09″ E / 41.3964251614071°N,2.03584040437381°E                                                              |                                            |                                         | Modifica les dades a Wikidata |
|        | Can Canaris                          | Sant Feliu de Llobregat                                                 | masia                     | Estil: arquitectura popular 18th century                                  | 41° 24′ 16″ N, 2° 02′ 23″ E / 41.4043056°N,2.0398202°E ca:Vessant sud del Puig d'Olorda 117 msnm                                 | bé cultural d'interès local                | Can Canaris                             | Modifica les dades a Wikidata |
|        | Can Carbonell                        | Sant Feliu de Llobregat                                                 | masia                     | Estil: arquitectura modernista noucentisme 1928                           | 41° 22′ 54″ N, 2° 02′ 41″ E / 41.3817825°N,2.0446722°E ca:Carrer Batllori, 8-10 25 msnm                                          | bé cultural d'interès local                | Can Carbonell (Sant Feliu de Llobregat) | Modifica les dades a Wikidata |
|        | Can Dot                              | Sant Feliu de Llobregat                                                 | masia                     | Estil: arquitectura popular 18th century                                  | 41° 23′ 07″ N, 2° 02′ 38″ E / 41.385333°N,2.0437831°E ca:Cuenca, 6-8                                                             | bé cultural d'interès local                | Can Dot                                 | Modifica les dades a Wikidata |
|        | Can Llobera                          | Sant Feliu de Llobregat                                                 | masia                     | 19th century                                                              | 41° 23′ 09″ N, 2° 02′ 38″ E / 41.3857737613245°N,2.04392738183331°E ca:Pg. dels Pins 38 msnm                                     |                                            | Can Llobera (Sant Feliu de Llobregat)   | Modifica les dades a Wikidata |
|        | Can Major                            | Sant Feliu de Llobregat                                                 | masia                     | Estat: enderrocat o destruït                                              | 41° 22′ 51″ N, 2° 02′ 44″ E / 41.380815°N,2.045599°E ca:Plaça de la Vila                                                         |                                            | Can Major (Sant Feliu de Llobregat)     | Modifica les dades a Wikidata |
|        | Can Mallol                           | Sant Feliu de Llobregat Barcelona Vallvidrera, el Tibidabo i les Planes | masia                     |                                                                           | 41° 25′ 07″ N, 2° 04′ 14″ E / 41.4185457149529°N,2.07065802957809°E                                                              |                                            |                                         | Modifica les dades a Wikidata |
|        | Can Messeguer                        | Sant Feliu de Llobregat                                                 | masia                     | Estil: arquitectura popular 10th century                                  | 41° 24′ 07″ N, 2° 03′ 53″ E / 41.401998°N,2.064785°E ca:Entorn a la riera de la Salut 146 msnm                                   | bé cultural d'interès local                | Can Messeguer                           | Modifica les dades a Wikidata |
|        | Can Miquel                           | Sant Feliu de Llobregat                                                 | masia                     |                                                                           | 41° 24′ 00″ N, 2° 02′ 30″ E / 41.400003717227°N,2.04154161425913°E                                                               |                                            |                                         | Modifica les dades a Wikidata |
|        | Can Panyella                         | Sant Feliu de Llobregat                                                 | masia                     | Arquitecte: Gabriel Borrell i Cardona Estil: arquitectura modernista 1922 | 41° 22′ 50″ N, 2° 02′ 42″ E / 41.380678°N,2.045059°E ca:Carrer de l'Església, 7                                                  | bé cultural d'interès local                | Can Panyella (Sant Feliu de Llobregat)  | Modifica les dades a Wikidata |
|        | Can Santfeliu                        | Sant Feliu de Llobregat                                                 | masia                     |                                                                           | 41° 23′ 51″ N, 2° 02′ 09″ E / 41.397573°N,2.035701°E ca:Al costat de la via del tren, a tocar del terme de Molins de Rei 27 msnm |                                            | Can Santfeliu (Sant Feliu de Llobregat) | Modifica les dades a Wikidata |
|        | Masia Can Pahissa                    | Sant Feliu de Llobregat                                                 | masia                     | Estil: arquitectura popular Estat: parcialment destruït                   | 41° 24′ 04″ N, 2° 02′ 12″ E / 41.4010610311602°N,2.03656143904395°E 83 msnm                                                      | bé cultural d'interès local                | Can Païssa (Sant Feliu de Llobregat)    | Modifica les dades a Wikidata |
|        | Masia Can Santfeliu                  | Sant Feliu de Llobregat                                                 | masia                     | Estil: arquitectura popular                                               | | bé cultural d'interès local                |                                         | Modifica les dades a Wikidata |
|        | Masia de la Gleva                    | Sant Feliu de Llobregat                                                 | masia                     | Estil: arquitectura popular                                               | 41° 23′ 43″ N, 2° 03′ 26″ E / 41.395307°N,2.057214°E ca:Camí de la Riera de la Salut                                             | bé cultural d'interès local                | Masia de la Gleva                       | Modifica les dades a Wikidata |
|        | Torre Abadal                         | Sant Feliu de Llobregat                                                 | masia                     | Estil: art preromànic                                                     | 41° 24′ 10″ N, 2° 02′ 51″ E / 41.4029°N,2.04751°E ca:A la dreta de la pista forestal de la fàbrica Sanson                        | bé cultural d'interès nacional             | Torre Abadal                            | Modifica les dades a Wikidata |
|        | Torre Corzana                        | Sant Feliu de Llobregat                                                 | masia                     | Arquitecte: Joan Gumà Cuevas Estil: arquitectura popular 1925             | 41° 23′ 07″ N, 2° 03′ 04″ E / 41.3852856°N,2.0511033°E ca:Baix Llobregat , 20                                                    | bé cultural d'interès local                | Torre Corzana                           | Modifica les dades a Wikidata |
|        | ca n'Albareda                        | Sant Feliu de Llobregat                                                 | masia                     | Estil: arquitectura popular 17th century                                  | 41° 23′ 59″ N, 2° 02′ 32″ E / 41.399659°N,2.042162°E ca:Vessant del Puig d'Olorda 105 msnm                                       | bé cultural d'interès local                | Ca n'Albareda                           | Modifica les dades a Wikidata |
|        | can Cuiàs                            | Sant Feliu de Llobregat                                                 | masia                     | Estil: arquitectura popular 16th century                                  | 41° 23′ 43″ N, 2° 02′ 40″ E / 41.395255°N,2.044355°E ca:Camí de Can Cuiàs 80 msnm                                                | bé cultural d'interès local                | Can Cuiàs (Sant Feliu de Llobregat)     | Modifica les dades a Wikidata |
|        | can Furriol                          | Sant Feliu de Llobregat                                                 | masia                     | Estil: arquitectura popular 18th century                                  | 41° 24′ 36″ N, 2° 03′ 54″ E / 41.41009°N,2.064935°E ca:Al costat del torrent d'en Serra 191 msnm                                 | bé cultural d'interès local                | Can Furriol                             | Modifica les dades a Wikidata |
|        | can Maginàs                          | Sant Feliu de Llobregat                                                 | masia                     | Estil: arquitectura popular 17th century                                  | 41° 23′ 11″ N, 2° 02′ 30″ E / 41.38640213012695°N,2.041762113571167°E ca:C. d'Hospitalet, 25 23 msnm                             | bé integrant del patrimoni cultural català | Can Maginàs                             | Modifica les dades a Wikidata |
|        | can Parellada                        | Sant Feliu de Llobregat                                                 | masia                     | Estil: arquitectura popular 18th century                                  | 41° 24′ 07″ N, 2° 03′ 45″ E / 41.401952°N,2.062393°E ca:Riera Alta Santa Creu 137 msnm                                           | bé cultural d'interès local                | Can Parellada (Sant Feliu de Llobregat) | Modifica les dades a Wikidata |
|        | granja Grané                         | Sant Feliu de Llobregat                                                 | masia                     | Estil: arquitectura gòtica arquitectura popular 14th century              | 41° 22′ 53″ N, 2° 02′ 45″ E / 41.381351°N,2.045851°E ca:Pl. Lluís Companys, darrera de l'Ateneu 25 msnm                          | bé cultural d'interès local                | Granja Jané                             | Modifica les dades a Wikidata |
|        | habitatge al carrer Sant Llorenç, 24 | Sant Feliu de Llobregat                                                 | masia edifici desaparegut | Estil: noucentisme Estat: enderrocat o destruït                           | 41° 22′ 51″ N, 2° 02′ 57″ E / 41.3807°N,2.04911°E                                                                                | bé integrant del patrimoni cultural català | Sant Llorenç, 24                        | Modifica les dades a Wikidata |
|        | la Ponderosa                         | Sant Feliu de Llobregat                                                 | masia                     |                                                                           | 41° 23′ 37″ N, 2° 02′ 30″ E / 41.3936188102693°N,2.04170718614267°E                                                              |                                            |                                         | Modifica les dades a Wikidata |
|        | la Sargantana                        | Sant Feliu de Llobregat                                                 | masia                     |                                                                           | 41° 25′ 06″ N, 2° 04′ 17″ E / 41.4182013245692°N,2.07151253565003°E                                                              |                                            | La Sargantana                           | Modifica les dades a Wikidata |
|        | torre del Bisbe                      | Sant Feliu de Llobregat                                                 | masia                     | Estil: arquitectura popular 16th century                                  | 41° 24′ 22″ N, 2° 04′ 03″ E / 41.40601°N,2.067419°E ca:Vall de Santa Creu - Can Parellada 180 msnm                               | bé cultural d'interès local                | Torre del Bisbe                         | Modifica les dades a Wikidata |

## monument
| imatge | Nom                                          | Ubicat a                | instància de | Detalls                       | coordenades                                                                             | Protecció | Commons (més fotos) | Dades a WD                    |
| ------ | -------------------------------------------- | ----------------------- | ------------ | ----------------------------- | --------------------------------------------------------------------------------------- | --------- | ------------------- | ----------------------------- |
|        | Escultura Diàlegs                            | Sant Feliu de Llobregat | monument     | 2010                          | 41° 22′ 37″ N, 2° 02′ 54″ E / 41.37693786621094°N,2.0484349727630615°E ca:Av. del Sol   |           |                     | Modifica les dades a Wikidata |
|        | Escultura Salm 1, 1-6                        | Sant Feliu de Llobregat | monument     |                               | 41° 22′ 38″ N, 2° 02′ 42″ E / 41.37723922729492°N,2.045022964477539°E ca:Armenteres, 35 |           |                     | Modifica les dades a Wikidata |
|        | Monument commemoratiu 11 de setembre de 1714 | Sant Feliu de Llobregat | monument     | 2005 Estat: bon estat         | 41° 23′ 05″ N, 2° 02′ 41″ E / 41.38466°N,2.0448°E ca:Passeig Onze de Setembre           |           |                     | Modifica les dades a Wikidata |
|        | Monument en memòria de Pere Dot              | Sant Feliu de Llobregat | monument     | 20th century Estat: bon estat | 41° 23′ 05″ N, 2° 02′ 58″ E / 41.38464°N,2.04931°E ca:Plaça de Pere Dot                 |           |                     | Modifica les dades a Wikidata |

## muntanya
| imatge | Nom                   | Ubicat a                                                                                      | instància de | Detalls | coordenades                                                            | Protecció | Commons (més fotos)    | Dades a WD                    |
| ------ | --------------------- | --------------------------------------------------------------------------------------------- | ------------ | ------- | ---------------------------------------------------------------------- | --------- | ---------------------- | ----------------------------- |
|        | Penya del Moro        | Sant Just Desvern Sant Feliu de Llobregat                                                     | muntanya     |         | 41° 23′ 49″ N, 2° 04′ 08″ E / 41.396834°N,2.068811°E 275 msnm          |           | Penya del Moro         | Modifica les dades a Wikidata |
|        | Puig d'Olorda         | Vallvidrera, el Tibidabo i les Planes Sant Feliu de Llobregat Molins de Rei                   | muntanya     |         | 41° 24′ 44″ N, 2° 03′ 18″ E / 41.4121939529°N,2.05499061251°E 450 msnm |           | Puig d'Olorda          | Modifica les dades a Wikidata |
|        | Turó Rodó             | Vallvidrera, el Tibidabo i les Planes Sant Feliu de Llobregat                                 | muntanya     |         | 41° 24′ 11″ N, 2° 04′ 30″ E / 41.402952°N,2.074867°E 353 msnm          |           | Turó Rodó (Collserola) | Modifica les dades a Wikidata |
|        | Turó de Can Mallol    | Barcelona Vallvidrera, el Tibidabo i les Planes Sant Feliu de Llobregat Sant Cugat del Vallès | muntanya     |         | 41° 25′ 08″ N, 2° 04′ 15″ E / 41.4189°N,2.07072°E 408.8 msnm           |           | Turó de Can Mallol     | Modifica les dades a Wikidata |
|        | Turó de la Coscollera | Sant Feliu de Llobregat Sant Just Desvern Barcelona Vallvidrera, el Tibidabo i les Planes     | muntanya     |         | 41° 24′ 10″ N, 2° 04′ 40″ E / 41.4029°N,2.0778°E 360 msnm              |           | Turó de la Coscollera  | Modifica les dades a Wikidata |

## nucli de població
| imatge | Nom          | Ubicat a                | instància de      | Detalls | coordenades                                                         | Protecció | Commons (més fotos) | Dades a WD                    |
| ------ | ------------ | ----------------------- | ----------------- | ------- | ------------------------------------------------------------------- | --------- | ------------------- | ----------------------------- |
|        | Can Falguera | Sant Feliu de Llobregat | nucli de població |         | 41° 22′ 49″ N, 2° 02′ 35″ E / 41.3803793967088°N,2.04297790584973°E |           |                     | Modifica les dades a Wikidata |
|        | el Mas Lluí  | Sant Feliu de Llobregat | nucli de població |         | 41° 23′ 17″ N, 2° 03′ 14″ E / 41.387976°N,2.053973°E 82 msnm        |           | El Mas Lluí         | Modifica les dades a Wikidata |

## obra escultòrica
| imatge | Nom                            | Ubicat a                | instància de     | Detalls               | coordenades                                                                   | Protecció | Commons (més fotos) | Dades a WD                    |
| ------ | ------------------------------ | ----------------------- | ---------------- | --------------------- | ----------------------------------------------------------------------------- | --------- | ------------------- | ----------------------------- |
|        | Bust de la República           | Sant Feliu de Llobregat | obra escultòrica | 1931                  | 41° 22′ 54″ N, 2° 02′ 44″ E / 41.38159°N,2.04554°E ca:Plaça de Lluís Companys |           |                     | Modifica les dades a Wikidata |
|        | El cor dels arbres             | Sant Feliu de Llobregat | obra escultòrica | 2009 Estat: bon estat | 41° 22′ 51″ N, 2° 02′ 43″ E / 41.38088°N,2.04523°E ca:Plaça de la Vila        |           | El Cor dels Arbres  | Modifica les dades a Wikidata |
|        | Escultura davant de Can Ricart | Sant Feliu de Llobregat | obra escultòrica | 1987                  | 41° 22′ 53″ N, 2° 02′ 43″ E / 41.38138°N,2.0453°E ca:Plaça de Lluís Companys  |           |                     | Modifica les dades a Wikidata |

## parc
| imatge | Nom                  | Ubicat a                | instància de | Detalls                                        | coordenades                                                    | Protecció                                  | Commons (més fotos)  | Dades a WD                    |
| ------ | -------------------- | ----------------------- | ------------ | ---------------------------------------------- | -------------------------------------------------------------- | ------------------------------------------ | -------------------- | ----------------------------- |
|        | Parc de Can Falguera | Sant Feliu de Llobregat | parc         |                                                | 41° 22′ 51″ N, 2° 02′ 32″ E / 41.38087°N,2.04224°E 20 msnm     |                                            | Parc de Can Falguera | Modifica les dades a Wikidata |
|        | Parc de Can Nadal    | Sant Feliu de Llobregat | parc         | Estil: historicisme arquitectònic 20th century | 41° 23′ 01″ N, 2° 02′ 48″ E / 41.3835°N,2.04659°E ca:Can Nadal | bé integrant del patrimoni cultural català | Parc de Can Nadal    | Modifica les dades a Wikidata |

## polígon industrial
| imatge | Nom                                   | Ubicat a                | instància de       | Detalls | coordenades                                                         | Protecció | Commons (més fotos) | Dades a WD                    |
| ------ | ------------------------------------- | ----------------------- | ------------------ | ------- | ------------------------------------------------------------------- | --------- | ------------------- | ----------------------------- |
|        | Polígon industrial Masor              | Sant Feliu de Llobregat | polígon industrial |         | 41° 23′ 19″ N, 2° 02′ 54″ E / 41.3884764307474°N,2.04832519852906°E |           |                     | Modifica les dades a Wikidata |
|        | Polígon industrial Matacàs-Armenteres | Sant Feliu de Llobregat | polígon industrial |         | 41° 22′ 35″ N, 2° 02′ 37″ E / 41.3763485116613°N,2.04351533659143°E |           |                     | Modifica les dades a Wikidata |
|        | Polígon industrial Multindus          | Sant Feliu de Llobregat | polígon industrial |         | 41° 23′ 19″ N, 2° 03′ 01″ E / 41.3886729613651°N,2.05030781163161°E |           |                     | Modifica les dades a Wikidata |
|        | Polígon industrial Riera de la Salut  | Sant Feliu de Llobregat | polígon industrial |         | 41° 23′ 29″ N, 2° 03′ 03″ E / 41.3914241531696°N,2.05078210233307°E |           |                     | Modifica les dades a Wikidata |
|        | Polígon industrial de les Grasses     | Sant Feliu de Llobregat | polígon industrial |         | 41° 23′ 25″ N, 2° 02′ 12″ E / 41.3904151335527°N,2.03667079798103°E |           |                     | Modifica les dades a Wikidata |

## Misc
| imatge | Nom                                               | Ubicat a | instància de                                                                   | Detalls                                                                   | coordenades | Protecció                                  | Commons (més fotos)                               | Dades a WD                    |
| ------ | ------------------------------------------------- | --- | ------------------------------------------------------------------------------ | ------------------------------------------------------------------------- | --- | ------------------------------------------ | ------------------------------------------------- | ----------------------------- |
|        | Banc a Sant Feliu de Llobregat                    | Sant Feliu de Llobregat | banc bé cultural                                                               | Estil: arquitectura modernista 20th century                               | 41° 23′ 02″ N, 2° 02′ 50″ E / 41.383888888889°N,2.0472222222222°E ca:Germans Carreras                                  | bé integrant del patrimoni cultural català |                                                   | Modifica les dades a Wikidata |
|        | Can Llobera                                       | Sant Feliu de Llobregat | barri nucli de població                                                        |                                                                           | 41° 23′ 07″ N, 2° 02′ 34″ E / 41.38527°N,2.04288°E                                                                     |                                            |                                                   | Modifica les dades a Wikidata |
|        | Casa Francesc Serra                               | Sant Feliu de Llobregat | edifici residencial                                                            | Estil: noucentisme                                                        | 41° 22′ 58″ N, 2° 02′ 49″ E / 41.38267135620117°N,2.0468358993530273°E ca:Pg. Nadal, 1                                 |                                            |                                                   | Modifica les dades a Wikidata |
|        | Col·legi Verge de la Salut                        | Sant Feliu de Llobregat | edifici escolar                                                                | Estil: historicisme arquitectònic                                         | 41° 23′ 03″ N, 2° 02′ 40″ E / 41.384124755859375°N,2.044455051422119°E ca:Plaça Catalunya, 8                           |                                            |                                                   | Modifica les dades a Wikidata |
|        | Colònia industrial de Can Bertrand                | Sant Feliu de Llobregat | colònia industrial                                                             |                                                                           | 41° 22′ 45″ N, 2° 02′ 48″ E / 41.379146575927734°N,2.046560049057007°E ca:Crtra. de Laureà Miró / Parc Bertrand        |                                            | Can Bertrand                                      | Modifica les dades a Wikidata |
|        | Estació de Sant Feliu - Consell Comarcal          | Sant Feliu de Llobregat | parada de tramvia                                                              |                                                                           | 41° 22′ 45″ N, 2° 03′ 12″ E / 41.379266666667°N,2.0532666666667°E                                                      |                                            | Sant Feliu - Consell Comarcal Trambaix stop       | Modifica les dades a Wikidata |
|        | Estació de Sant Feliu de Llobregat                | Sant Feliu de Llobregat | estació de ferrocarril baixador                                                | Estil: arquitectura eclèctica 19th century                                | 41° 22′ 59″ N, 2° 02′ 53″ E / 41.382991666667°N,2.0479694444444°E ca:Plaça de l'Estació                                | bé integrant del patrimoni cultural català | Sant Feliu de Llobregat train station             | Modifica les dades a Wikidata |
|        | Fornot de les Torres                              | Sant Feliu de Llobregat | forn de calç                                                                   | Estil: arquitectura popular                                               | 41° 24′ 22″ N, 2° 04′ 10″ E / 41.406095°N,2.069322°E                                                                   | bé integrant del patrimoni cultural català |                                                   | Modifica les dades a Wikidata |
|        | Fàbrica Sanson                                    | Sant Feliu de Llobregat | fàbrica de ciment                                                              |                                                                           | 41° 24′ 06″ N, 2° 03′ 18″ E / 41.40153558289848°N,2.055001258850098°E                                                  |                                            | Fàbrica Sanson                                    | Modifica les dades a Wikidata |
|        | Glorieta de Can Nadal                             | Sant Feliu de Llobregat | estructura arquitectònica                                                      | Estil: historicisme arquitectònic                                         | 41° 23′ 01″ N, 2° 02′ 47″ E / 41.383583068847656°N,2.0464940071105957°E ca:Parc de Can Nadal                           |                                            |                                                   | Modifica les dades a Wikidata |
|        | Llobregat                                         | Catalunya província de Barcelona Catalunya Central Àmbit Metropolità de Barcelona                                              | riu                                                                            | Desemboca: mar Mediterrània Llarg: 175km Conca: 4948.3km²                 | 42° 16′ 57″ N, 2° 00′ 46″ E / 42.282412°N,2.012826°E 41° 18′ 08″ N, 2° 07′ 55″ E / 41.302248°N,2.131948°E              |                                            | Llobregat                                         | Modifica les dades a Wikidata |
|        | Matèria gris                                      | Sant Feliu de Llobregat | mobiliari urbà                                                                 | 1998                                                                      | 41° 22′ 59″ N, 2° 02′ 56″ E / 41.38301°N,2.04881°E ca:Jardins de la Torre del Roser                                    |                                            |                                                   | Modifica les dades a Wikidata |
|        | Palau Falguera                                    | Sant Feliu de Llobregat | palau                                                                          | Estil: historicisme arquitectònic noucentisme                             | 41° 22′ 51″ N, 2° 02′ 34″ E / 41.3809298°N,2.0428669°E ca:Falguera, 2-8                                                | bé cultural d'interès local                | Palau Falguera                                    | Modifica les dades a Wikidata |
|        | Panteons del cementiri de Sant Feliu de Llobregat | Sant Feliu de Llobregat | mausoleu                                                                       | Estil: historicisme arquitectònic                                         | 41° 23′ 18″ N, 2° 02′ 49″ E / 41.388313°N,2.046849°E                                                                   | bé cultural d'interès local                | Panteons del cementiri de Sant Feliu de Llobregat | Modifica les dades a Wikidata |
|        | Parc natural de Collserola                        | Barcelona Sant Cugat del Vallès Cerdanyola del Vallès Molins de Rei el Papiol Sant Feliu de Llobregat Sant Just Desvern        | àrea protegida parc natural                                                    | 2010 2010-10-19 Superfície: 8259 7689.37879ha                             | 41° 25′ 28″ N, 2° 06′ 32″ E / 41.424444°N,2.108889°E Collserola                                                        |                                            | Collserola Natural Park                           | Modifica les dades a Wikidata |
|        | Pisos Bertrand                                    | Sant Feliu de Llobregat | bloc de pisos                                                                  | Arquitecte: Gabriel Borrell i Cardona Estil: art déco 1920s               | 41° 22′ 45″ N, 2° 02′ 51″ E / 41.379296°N,2.047553°E ca:Laureà Miró, 80-96 (façanes) i Ptge. Sant Joan (pati interior) | bé cultural d'interès local                | Pisos Bertrand                                    | Modifica les dades a Wikidata |
|        | Pou de gel de Can Furriol                         | Sant Feliu de Llobregat | pou de neu                                                                     | Estil: arquitectura popular                                               | | bé integrant del patrimoni cultural català |                                                   | Modifica les dades a Wikidata |
|        | Roserar Dot i Camprubí                            | Sant Feliu de Llobregat | roserar                                                                        | 20th century                                                              | 41° 23′ 24″ N, 2° 02′ 43″ E / 41.39006°N,2.04537°E ca:Les Grases                                                       |                                            |                                                   | Modifica les dades a Wikidata |
|        | Sant Feliu de Llobregat                           | Sant Feliu de Llobregat | entitat singular de població capital municipal ens local històric de Catalunya | 46381 hab                                                                 | 41° 23′ 00″ N, 2° 03′ 00″ E / 41.38333°N,2.05°E 25 msnm                                                                |                                            |                                                   | Modifica les dades a Wikidata |
|        | Torre de la Penya del Moro                        | Sant Feliu de Llobregat | castell torre de defensa                                                       | Estat: ruïnós                                                             | 41° 23′ 49″ N, 2° 04′ 08″ E / 41.39682°N,2.06877°E ca:Penya del Moro / Collserola 274 msnm                             | bé integrant del patrimoni cultural català | Penya del Moro medieval tower                     | Modifica les dades a Wikidata |
|        | canal de la Infanta                               | Molins de Rei Sant Feliu de Llobregat Sant Joan Despí Cornellà de Llobregat l'Hospitalet de Llobregat Zona Franca de Barcelona | canal                                                                          | 1819 Llarg: 17.42km Ample: 4m Superfície: 3200ha Profunditat: 1.5m        | 41° 24′ 35″ N, 2° 01′ 03″ E / 41.4096°N,2.01744°E                                                                      |                                            | Canal de la Infanta                               | Modifica les dades a Wikidata |
|        | casa de la vila de Sant Feliu de Llobregat        | Sant Feliu de Llobregat | casa consistorial                                                              | Estil: arquitectura eclèctica 20th century                                | 41° 22′ 51″ N, 2° 02′ 42″ E / 41.38081°N,2.04498°E ca:Plaça de la Vila 23 msnm                                         | bé cultural d'interès local                | Ajuntament de Sant Feliu de Llobregat             | Modifica les dades a Wikidata |
|        | cementiri de Sant Feliu de Llobregat              | Sant Feliu de Llobregat | cementiri                                                                      | Estil: arquitectura popular 20th century                                  | 41° 23′ 18″ N, 2° 02′ 49″ E / 41.388323°N,2.046969°E ca:Riera de la Salut 41 msnm                                      | bé integrant del patrimoni cultural català | Sant Feliu de Llobregat Cemetery                  | Modifica les dades a Wikidata |
|        | poblat ibèric de la Penya del Moro                | Sant Feliu de Llobregat Sant Just Desvern                                                                                      | jaciment arqueològic                                                           |                                                                           | 41° 23′ 48″ N, 2° 04′ 08″ E / 41.3968°N,2.06883°E Penya del Moro                                                       |                                            | Penya del Moro                                    | Modifica les dades a Wikidata |
|        | pont del ferrocarril sobre la riera de la Salut   | Sant Feliu de Llobregat | pont                                                                           | 1854 1853 Hi passa: línia Barcelona-Vilafranca-Tarragona Estat: bon estat | 41° 23′ 08″ N, 2° 02′ 42″ E / 41.38552°N,2.0449°E ca:Passeig dels Pins / Línia del Ferrocarril                         |                                            |                                                   | Modifica les dades a Wikidata |
|        | serra del Ginestar                                | Sant Feliu de Llobregat Castellar del Vallès                                                                                   | serra                                                                          |                                                                           | 41° 23′ 48″ N, 2° 03′ 56″ E / 41.3966°N,2.06556°E 277 msnm                                                             |                                            | Serra del Ginestar                                | Modifica les dades a Wikidata |
|        | xemeneia de Can Samaranch                         | Sant Feliu de Llobregat | xemeneia de fàbrica                                                            |                                                                           | 41° 22′ 55″ N, 2° 02′ 27″ E / 41.382013128473254°N,2.04071581363678°E                                                  |                                            |                                                   | Modifica les dades a Wikidata |